# Église Notre-Dame-de-la-Nativité de Champlieu
Pour les articles homonymes, voir Église Notre-Dame-de-la-Nativité.
L'église Notre-Dame-de-la-Nativité et Saint-Jacques de Champlieu est une ancienne église catholique paroissiale située à Orrouy, en France. Elle est connue localement comme la chapelle romane de Champlieu. Les origines de ce qu'il convient plutôt d'appeler une église restent dans l'ombre. Elle pouvait accueillir entre 620 et 640 fidèles, et des fouilles archéologiques ont démontré qu'elle remplace un édifice de l'époque carolingienne au moins aussi grand, voire plus important : situé sur l'un des chemins de Compostelle se confondant avec la chaussée Brunehaut, Champlieu devait avoir une certaine importance jusqu'à l'abandon de cette voie. Au Moyen Âge, pendant une période impossible à préciser, l'église appartient à l'abbaye bénédictine Saint-Crespin-le-Grand de Soissons. Elle est dédiée à Notre-Dame-de-la-Nativité et un prieuré y est associé. Au XVIe siècle au plus tard, église et prieuré dépendent du prieuré de Saint-Thibaut. Après plusieurs incendies, ce prieuré avec sa dépendance de Champlieu sont donnés au couvent des Bénédictins anglais de Paris vers le début du XVIIe siècle. Les Anglais encouragent le culte marial, et le pèlerinage pour Champlieu gagne une certaine importance. Le prieuré est désaffecté bien avant la Révolution française, et à la suite du départ des Bénédictins vers leur maison-mère, l'église n'apparaît plus dans les documents que sous le vocable de Saint-Jacques, auquel une chapelle avait toujours été dédiée dans l'église. Elle continue d'être desservie par un vicaire, avec une interruption à la période révolutionnaire, mais n'est fermée au culte qu'en 1808 par décision du conseil municipal, en raison de son mauvais état. Un coup de foudre détruit l'édifice en 1814. La plus ancienne représentation iconographique connue de l'église date de 1842 et la montre déjà dans son état actuel. Elle se composait d'une nef non voûtée de cinq travées initialement accompagnée de bas-côtés, dont seuls les murs ouest et nord de la nef restent debout ; d'un transept dont les croisillons communiquaient avec la croisée par des arcades plein cintre assez basses ; et d'un chœur au chevet plat d'une seule travée. Transept et chœur forment un ensemble homogène pouvant remonter à la fin du Xe siècle. Le voûtement en berceau remonte au dernier tiers du XIe siècle. Seules les amorces des voûtes subsistent aujourd'hui. Une grande fenêtre avait été percée dans le mur du chevet au XVe ou XVIe siècle, mais les étroites baies romanes subsistent ailleurs dans le transept et au nord et au sud du chœur. La nef date de la seconde moitié du XIIe siècle, avec un portail en tiers-point à la triple archivolte de la fin du XIIe siècle ou du début du XIIIe siècle, et des grandes arcades également en tiers-point reposant sur des piliers carrées, sur lesquelles sont alignées les quatre fenêtres hautes au nord. L'abandon du bas-côté nord remonte au XIVe ou XVe siècle. La ruine de l'église a été classée monument historique par arrêté du 8 mars 1923.

## Localisation
L'église ruinée est située dans le département français de l'Oise, dans la vallée de l'Automne, dans un écart de la commune d'Orrouy, entre le site archéologique gallo-romaine de Champlieu et le hameau du même nom. Elle se trouve ainsi plus près de la chaussée Brunehaut, qui se confond ici avec l'un des chemins de Compostelle. La façade occidentale de la nef est orientée vers la rue, et un vieux calvaire se trouve devant. Un petit bois est contigu à l'église au nord, et des terres agricoles exploitées s'approchent du chevet et de l'élévation méridionale. L'on peut faire le tour de l'édifice et aussi entrer dans son intérieur, des mesures conservatoires ayant permis d'arrêter la ruine de ce qui est encore debout.

## Histoire

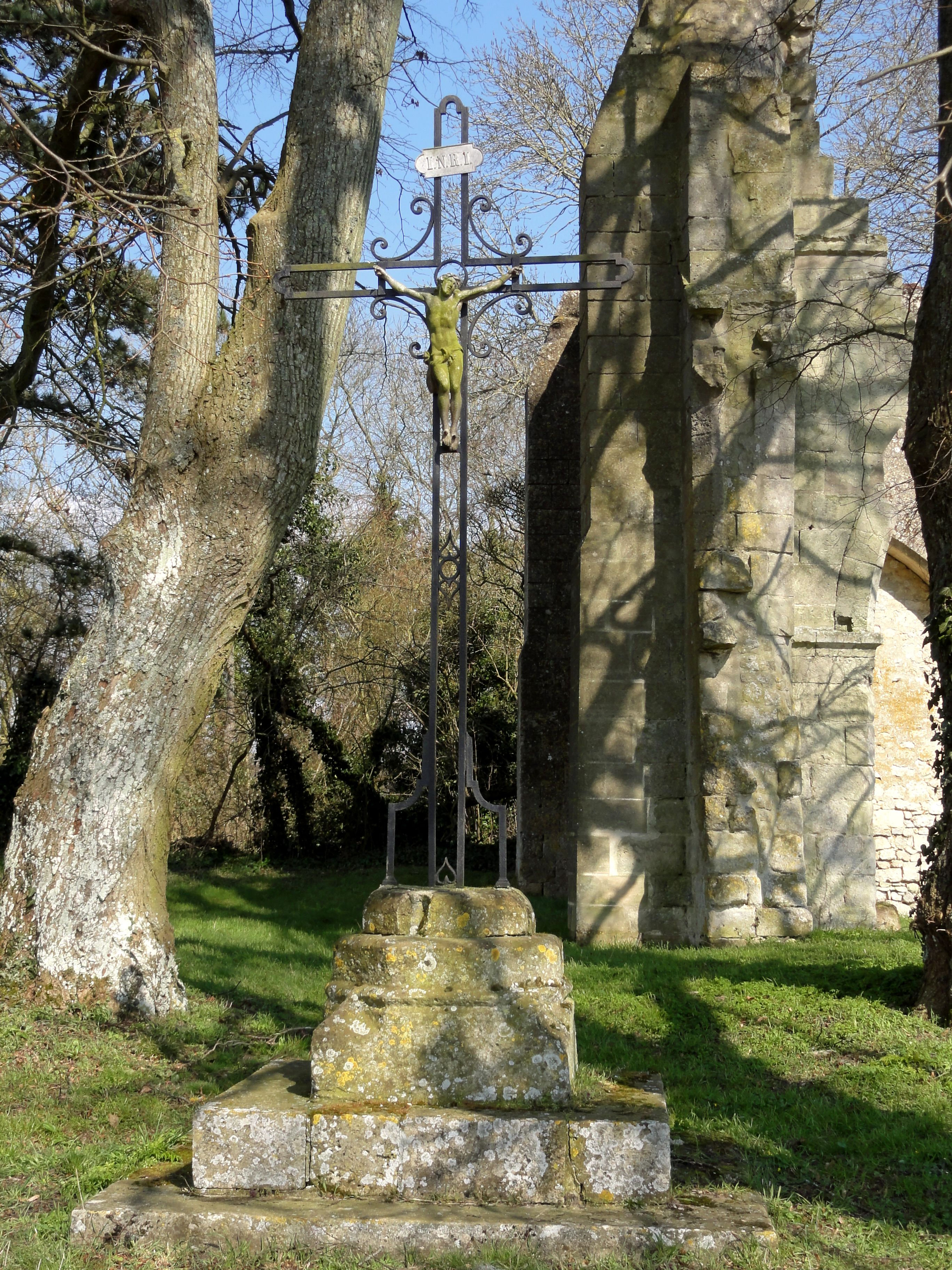
Calvaire devant l'église.

Le hameau de Champlieu se limite à une grosse ferme avec de nombreux annexes et trois maisons d'habitation anciennes. Les seuls bâtiments antérieurs au XVIIIe siècle sont le colombier de la ferme et une maison ruinée dont le mur-pignon comporte une arcature trilobée. Son agencement correspond à l'ancien presbytère décrit dans l'inventaire des biens de 1795. Rien ne permet plus d'imaginer à quoi ressemblait le village autrement considérable, qui devait se situer à l'est du hameau, où de nombreuses tuiles plates ou à rebords font régulièrement surface dans les terres agricoles. Le découpage parcellaire actuel remonte à 1962, quand beaucoup de chemins médiévaux ont été supprimés. Toutes les fouilles se sont concentrées sur les abords de l'église ruinée (sans parler du site gallo-romain, plus éloigné), et tout ce que l'on a trouvé sont un vaste cimetière mérovingien, médiéval et moderne, ce qui permet de supposer que la situation isolée de l'église est ancienne. Les inhumations au cimetière ont cessé en 1792.
Le plus ancien document mentionnant le vocable de la Vierge est un acte de donation de la comtesse Éléanore de 1194. La fête patronale de Champlieu est fixée au 8 septembre, ce qui indique que l'église est plus particulièrement placée sous l'invocation de la Nativité de la Vierge. Une chapelle dans l'église est consacrée à la Nativité de la Vierge, et l'abbé Claude Carlier mentionne un pèlerinage fort ancien vers la Vierge de Champlieu. Il est particulièrement recommandé pour les enfants en langueur et les femmes enceintes. Mais l'on ignore tout sur une éventuelle fréquentation par des pèlerins de Saint-Jacques-de-Compostelle, d'autant plus que Marc Durand n'a pas exploré les éventuels liens entre Champlieu et l'important chemin de communication que devait être la chaussée Brunehaut de Senlis à Soissons au haut Moyen Âge. Le fait que l'église possède une seconde chapelle qui est justement dédiée à saint Jacques le Majeur est presque le seul indice que l'église était fréquentée par des pèlerins de Saint-Jacques. Les pouillés ne mentionnent pas la cure de Champlieu, soit parce que son bénéfice est très maigre, soit parce qu'elle dépend d'un prieuré. En l'occurrence, l'un et l'autre est le cas. Un prieuré est associé à l'église depuis une époque indéterminée. Cure et prieuré appartiennent à l'abbaye bénédictine Saint-Crespin-le-Grand de Soissons. Au XIVe siècle, ils dépendent du prieuré Saint-Thibaut de Bazoches, mais l'on ignore depuis quelle date, et quand la relation avec Bazoches cesse. Le prieuré subit plusieurs incendies au cours de son histoire, et au plus tard au début du XVIIe siècle, il est donné, avec celui de Bazoches, au Couvent des bénédictins anglais de Paris. Les Anglais raniment le culte marial en profitant d'un incident s'étant produit en 1620. Une jeune fille tombe dans le puits commun et est par trois fois à la surface de l'eau puis secourue par la Vierge dont elle n'aperçoit toutefois que le bras. Si l'abbé Carlier ne veut pas y croire, il n'y a pas de raison de mettre l'épisode en doute, sauf que le sauveteur devait être l'un des Bénédictins. Une dévotion est instituée le 16 mars de chaque année pour commémorer l'événement.

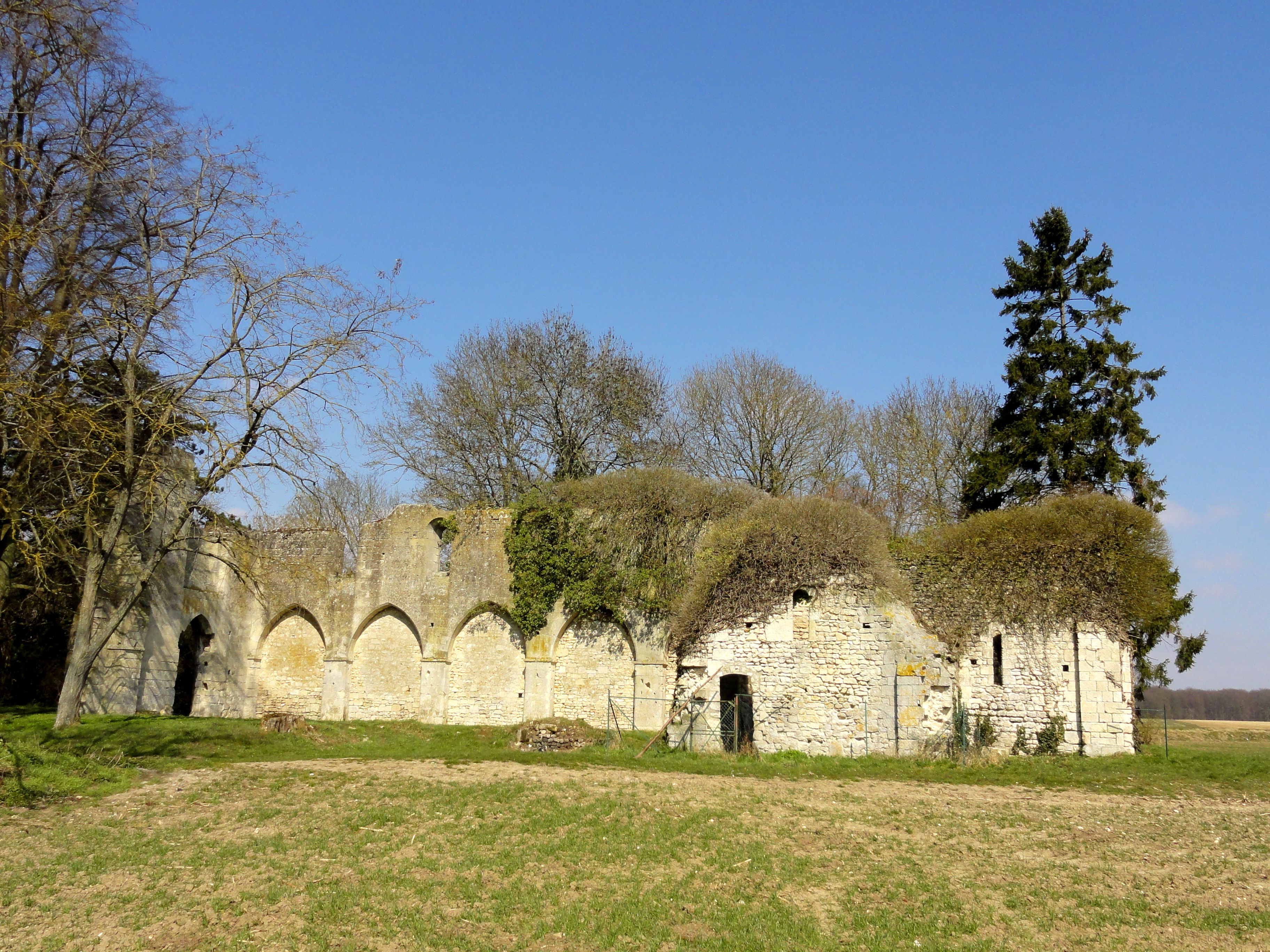
Vue d'ensemble depuis le sud.

La cure de Champlieu comprenait la ferme de Doneval et le hameau des Éluats. L'on ignore quelle cure est la plus ancienne, Orrouy ou Champlieu, et l'hypothèse de Michel Roblin que l'église de Champlieu était dédiée à saint Rémi et que la cure était « descendu » au village au milieu du XIIe siècle en conservant le vocable est erronée. À un moment le curé de Champlieu percevait la dîme d'Orrouy. Le curé se dit « curé d'Orrouy et N.D. de Champlieu » dans un acte de 1596. Vers 1625, les Anglais envoient un prêtre à Orrouy qui impose sa présence au curé de l'église Saint-Rémi et prétend à la qualité de curé : c'est une tentative d'usurpation de la cure du village. Le curé Hourdé porte plainte et gagne le procès. Les Anglais ne prennent soin des âmes des paroissiens de Champlieu que pendant une courte période, puis regagnent leur maison-mère. À leur départ, au cours du XVIIe siècle, la paroisse de Champlieu devient succursale d'Orrouy. Le service de l'église de Champlieu est confié à un vicaire desservant. Ceci ressort bien des registres paroissiaux qui se sont conservés. Sans doute pour marquer la fin de l'épisode des Bénédictins anglais qui a laissé un goût amer pour le curé d'Orrouy, il n'est plus fait à l'église de Champlieu que comme église Saint-Jacques. — Comme Orrouy, Champlieu fait partie du diocèse de Soissons, de l'archidiaconé de la Rivière et du doyenné de Béthisy-Saint-Pierre jusqu'à la Révolution française. La cure d'Orrouy est à la collation de l'évêque de Soissons. À la période révolutionnaire, le vicaire desservant est Louis François Castella, qui prête serment à la Constitution civile du clergé à l'issue de la grand'messe du 23 janvier 1791. L'inventaire des biens au presbytère de Champlieu a lieu le 16 juin 1795. Le prieuré n'apparaît plus dans les inventaires révolutionnaires, et son bâtiment ne doit plus exister.
Les vicaires de Champlieu ne restaient souvent que pendant quelques années, voire moins d'un an. La rémunération devait être faible et encourager les desservants d'accepter un autre poste dès que possible. Après le départ d'un vicaire, un remplaçant ne se trouva pas toujours tout de suite, et le curé d'Orrouy devait prendre en charge les deux églises, parfois pendant plusieurs années. De ce fait, les registres paroissiaux des deux villages sont souvent confondus, et il n'y a pas toujours de distinction claire. Dans ces conditions, il est difficile d'en tirer des conclusions sur la démographie. Des registres paroissiaux existent pour Orrouy à partir de 1596, et ils sont relativement complets pour le XVIIIe siècle. Entre 1680 et 1790, l'on recense entre trente et cinquante-huit naissances par décennie, cette dernière valeur s'appliquant aux années 1740. Jusqu'à la Révolution, le nombre d'habitants est en baisse continuelle. L'on peut comparer le nombre de naissances, mariages et décès à un village tel que Rhuis ou un hameau comme Noël-Saint-Martin, commune de Villeneuve-sur-Verberie. Cependant, l'église de Champlieu est moitié plus longue que celles des deux villages de référence. Il serait intéressant de dépouiller les comptes de la fabrique, mais ils sont perdus. Champlieu n'est pas érigé en commune à la Révolution.
L'église est fermée au culte en 1808 sur décision du conseil municipal, en raison de son mauvais état. Sa destruction est l'effet d'un fort orage en 1814. La ruine de l'église a été classée monument historique par arrêté du 8 mars 1923. Des fouilles ont été effectuées à proximité de l'église entre 1862 et 1870 sous la direction d'Alfred de Roucy pour le gouvernement impérial ; vers 1910 / 1914 par la Société historique de Compiègne ; en 1920 par MM. Babelon et Corbie pour le ministère de l'Instruction publique avec une subvention du ministère des Beaux-Arts ; entre 1925 et 1928 par la « Société des immeubles E.J. Barbier » pour Eugène Barbier, propriétaire du donjon de Vez, illégalement et dans le but d'enrichir ses collections personnelles ; et entre 1958 et 1962 par J.P. Larsonneur. Toutes ces fouilles sont motivées par la proximité du site gallo-romain de Champlieu et ont comme but d'enrichir les connaissances sur le site ; aussi, se limitent-elles au cimetière. L'église n'a été fouillée qu'entre 1977 et 1978 par Marc Durand pour la Direction régionales des antiquités historiques de Picardie. Il s'agit en fait de plusieurs courtes campagnes de fouilles de sauvetage, dans un contexte de fouilles sauvages risquant de saccager complètement le site avant qu'il ne soit exploré dans les règles de l'art. Aussi a-t-il fallu reboucher le sol après chaque intervention.

## Description

### Aperçu général

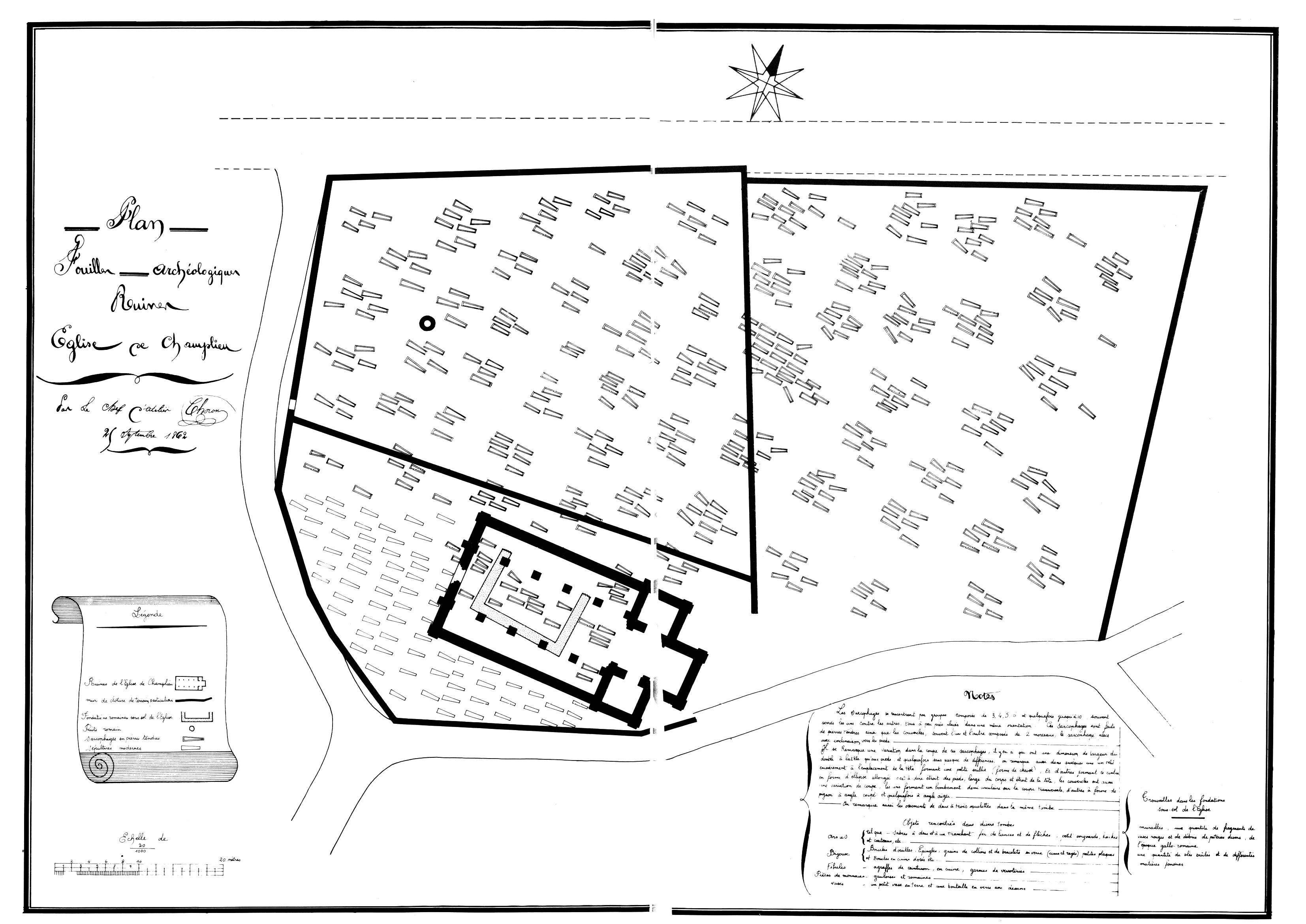
Plan de l'église et des fouilles du cimetière de 1862-1870.

Régulièrement orientée, l'église ruinée se compose d'une nef gothique primitif de cinq travées, accompagnée initialement de deux bas-côtés ; d'un transept-bas non débordant ; et d'un chœur carré au chevet plat. La longueur totale interne est de 28,80 m, dont 19,80 m pour la nef. La nef sans les bas-côtés avait la largeur considérable de 6,10 m. Le transept avait une extension nord-sud de 12,45 m. Le chœur était large de 4,50 m et profond de 3,90 m seulement. Tout le mur sud de la nef et la totalité du bas-côté sud ont disparu en élévation, mais tout le reste subsiste encore bien qu'incomplet et dépourvu de toitures. Les grandes arcades au nord de la nef sont bouchées, non pour éviter leur effondrement, mais du fait de l'abandon du bas-côté nord au XIVe ou XVe siècle. L'alignement des fenêtres au-dessus des piliers des grandes arcades est caractéristique d'un certain nombre de nefs de la fin de la période romane et du début de la période gothique, et indique qu'un voûtement d'ogives n'était pas prévu. Par rapport aux dimensions généreuses de la nef, les parties orientales paraissent sous-dimensionnées. Croisée du transept et chœur forment un ensemble homogène, pouvant être daté de la fin du Xe siècle : il s'agit donc d'un édifice préroman. La voûte en berceau dont on voit encore les amorces et les deux arcs-doubleaux date par contre du dernier quart du XIe siècle et du début de la période romane dans la région, situé tardivement dans l'histoire. La voûte était encore complète en 1842, seule différence avec la situation actuelle. Le carré du transept communique avec les croisillons par de petites arcades en plein cintre, moins larges et surtout moins hautes que les croisillons eux-mêmes. Les croisillons ont eux aussi été voûtés en berceau. La vaste baie du chevet a été percée au XVe ou XVIe siècle et devait posséder un remplage gothique flamboyant. D'après Marc Durand qui a dirigé les dernières fouilles en date autour de l'ancienne église, le plan officiel de la « chapelle » levé en 1920 pour le dossier de classement est erroné en maints points, alors que l'église est représentée fidèlement sur le plan des premières fouilles exécutées par Choron sous la direction d'Alfred de Roucy entre 1862 et 1870 (voir ci-contre).

### Nef et bas-côté nord

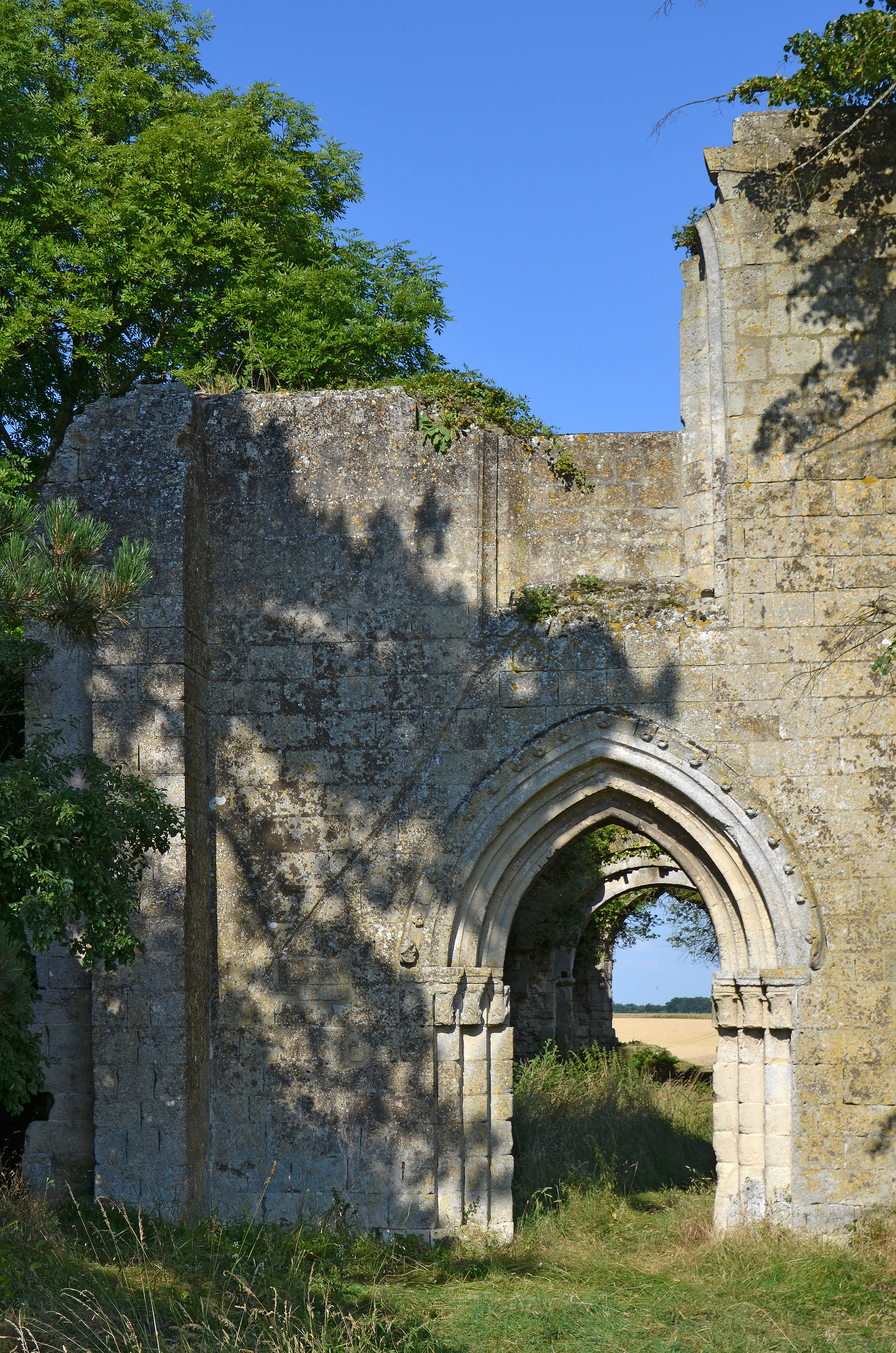
Façade occidentale gothique.

La nef actuelle a été précédée par une autre, de même largeur mais plus courte ; les fondations de son mur pignon ont été retrouvées à l'intersection entre la première et deuxième travée actuelles. Cette nef a dû être complètement démolie, car l'analyse du mur septentrional ne permet pas de conclure à un percement des arcades postérieurement à la construction. L'on a toutefois récupéré les fondations anciennes pour élever la nef actuelle. Marc Durand la date curieusement par son portail, qui est pleinement gothique et renvoie par son style à la fin du XIIe siècle ou le début du XIIIe siècle. Il est en tiers-point et s'ouvre sous une triple archivolte torique, qui est surmonté d'un cordon de fleurs sphériques retombant sur deux têtes grimaçantes. Des colonnettes étaient logées dans les ressauts successifs du mur, dont ne subsistent plus que les chapiteaux de crochets. Une fenêtre en tiers-point et entourée d'une moulure torique s'ouvre dans le mur immédiatement au-dessus du portail ; sa partie inférieure a été bouchée car un porche, dont l'on voit encore l'arrachement, l'avait obturée. L'épaisseur important du portail explique que le mur occidental du bas-côté soit placé en retrait, car il n'avait pas besoin d'être aussi épais. Au revers de la façade, un très long glacis dissimule habillement ce bouchage. Marc Durand observe en même temps que la nef n'est pas tout à fait homogène : La façade et le mur nord montrent à leur angle de rencontre qu'ils n'ont pas été édifiés en même temps ; la première grande arcade est un peu plus basse que les autres ; et un cordon de têtes de clou qui court en haut du mur extérieur nord en s'infléchissant au-dessus des fenêtres n'existe pas au niveau de la première travée.
Tout en admettant ces remaniements ou réparations, il serait évident d'évoquer la possibilité de la postériorité du portail au reste de la nef actuelle. En effet, par ses arcades déjà brisées, et par l'alignement des baies hautes en plein cintre largement ébrasées au-dessus des piliers et non au sommet des grandes arcades, elle s'identifie comme faisant partie d'une série d'une douzaine de nefs du Valois et ses environs conçues pour ne pas être voûtées et édifiées pendant le second quart du XIIe siècle. Les églises de Béthancourt-en-Valois, Gilocourt, Glaignes, Orrouy et Pontpoint peuvent être citées en exemple. Cette solution permet de percer des fenêtres hautes malgré une faible hauteur des murs au-dessus des grandes arcades. Les arcades brisées n'apparaissent dans la région qu'avec l'église de Villers-Saint-Paul vers 1125, époque quand le voûtement d'ogives existe déjà. Si la nef de Champlieu est aussi tardive, l'absence de dispositions en vue d'un voûtement d'ogives ultérieur peut étonner. Malgré cela, Dominique Vermand est même parvenu à la conclusion que la nef daterait de la fin du XIIe siècle. L'absence de chapiteaux sur les piliers des grandes arcades et l'absence de moulures sur celles-ci parlent en tout cas en faveur d'une date plutôt ancienne. Comme d'usage au second quart du XIIe siècle et parfois encore après, les arcades sont seulement chanfreinées. Elles reposent sur des tablettes qui sont continues au niveau des impostes, et les piédroits sont également chanfreinés. Des grandes arcades du sud, n'existent plus que les arrachements au début et à la fin. Celles du nord sont entièrement bouchées par un appareil de petits moellons irréguliers. Le fait que le mur du nord soit consolidé par des contreforts, et le caractère de ces contreforts, sont interprétés par Marc Durand comme indice que le bas-côté aurait été abandonné à une époque assez reculée, au XIVe ou XVe siècle, peut-être dans le contexte de la guerre de Cent Ans. Rien n'indique un voûtement des bas-côtés. En se basant sur une « emprise » au sol d'une personne de 0,40 m2 et sans tenir compte du mobilier, Marc Durand a calculé que la capacité d'accueil de l'église passe de 620-40 personnes à 520-550 personnes au moment de l'abandon du bas-côté. Tout en admettant que Champlieu ait atteint quelque 200-300 habitants au Moyen Âge, ces dimensions considérables ne peuvent s'expliquer qu'en tenant compte de la triple vocation de l'église : paroissiale, priorale et de pèlerinage.

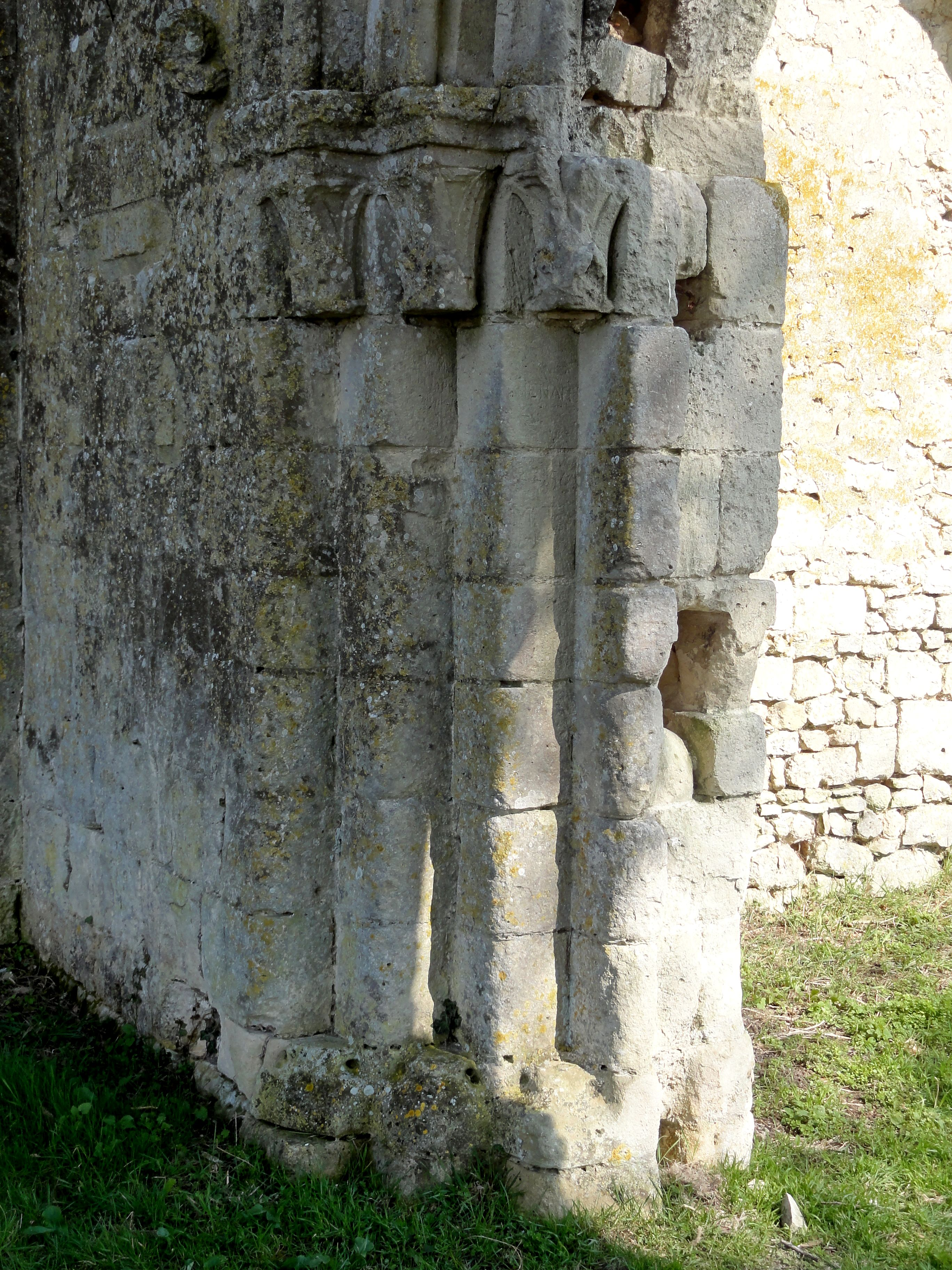
Piédroit nord du portail.
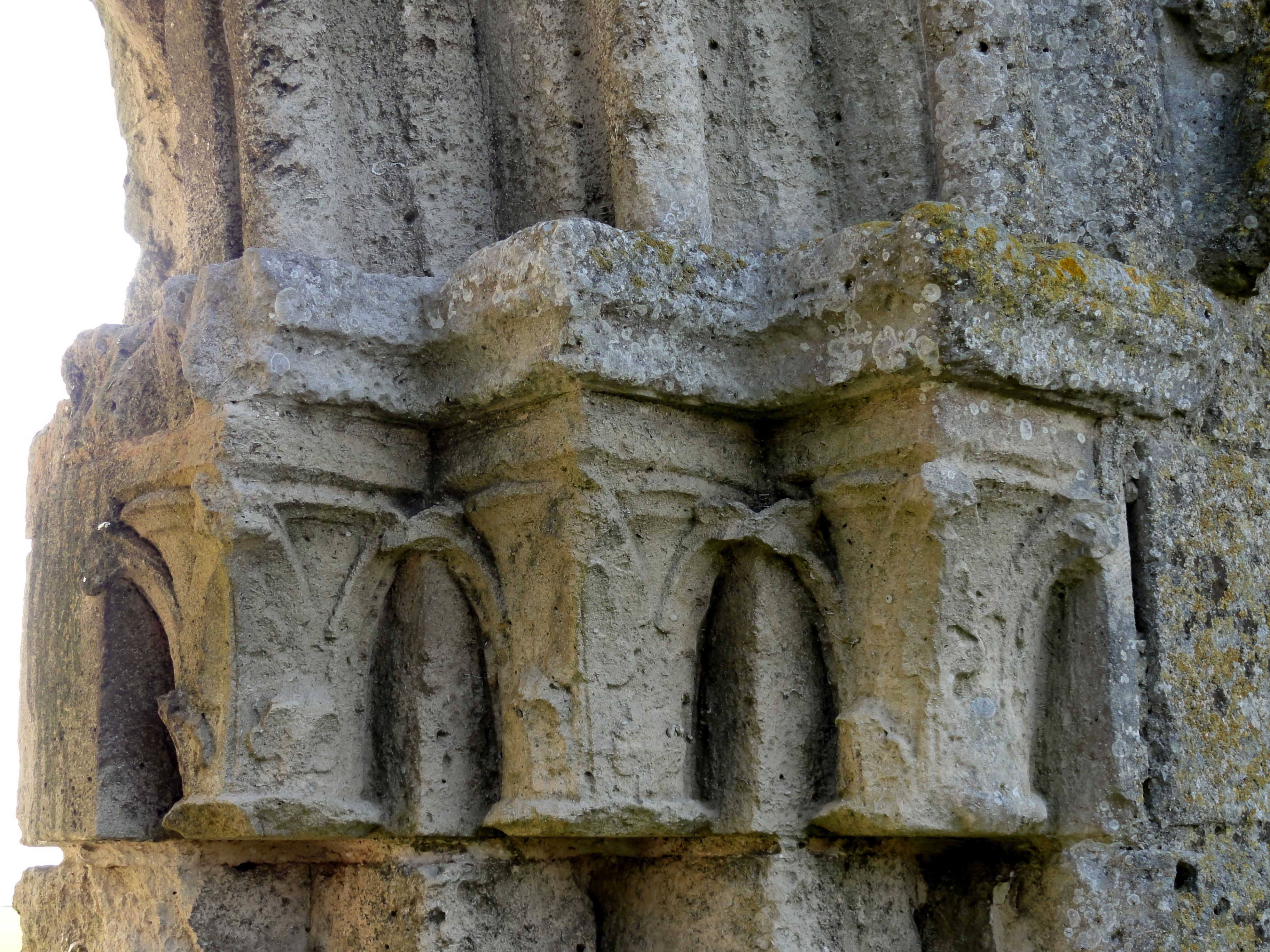
Chapiteaux du portail.
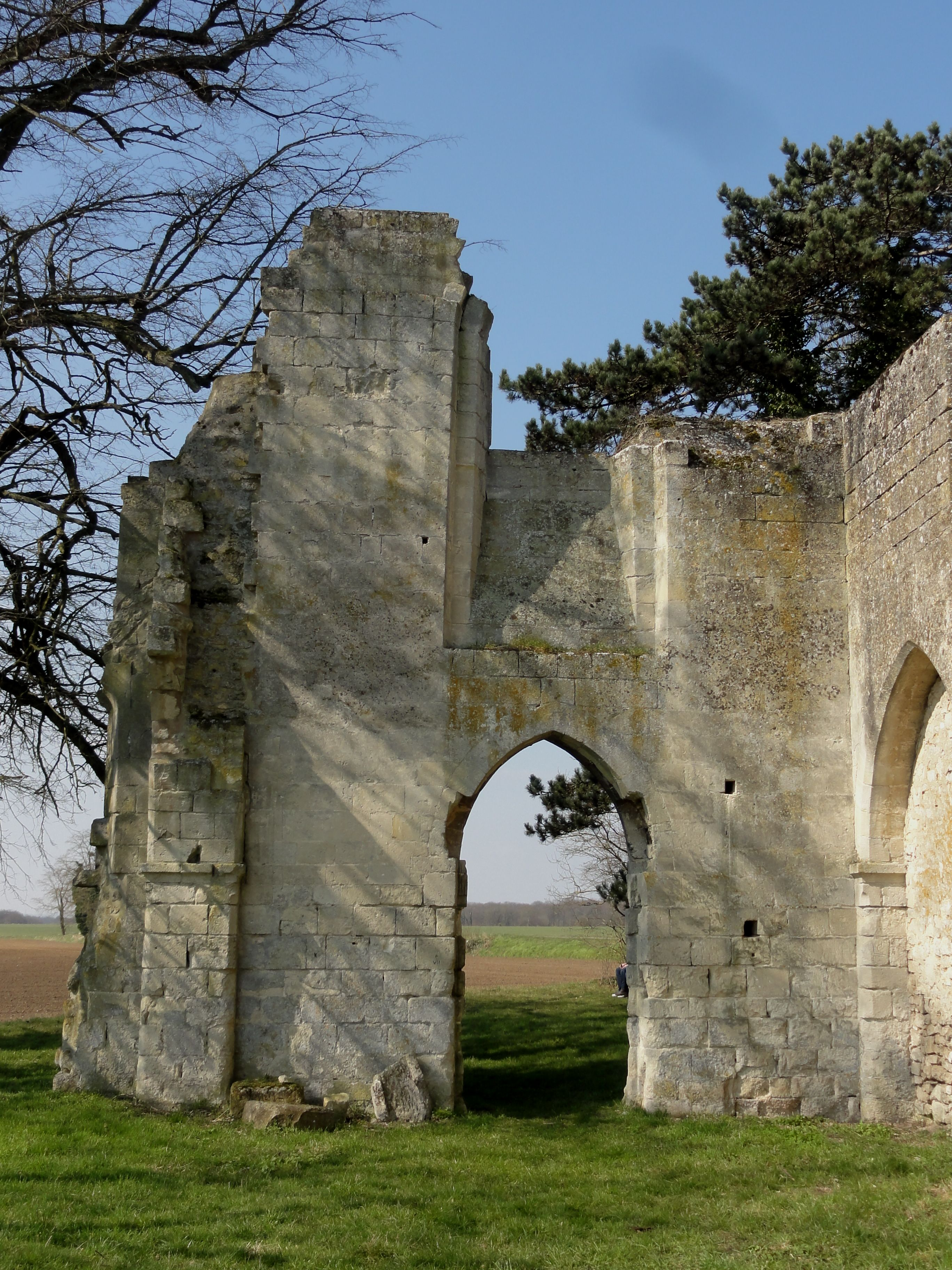
Revers de la façade.
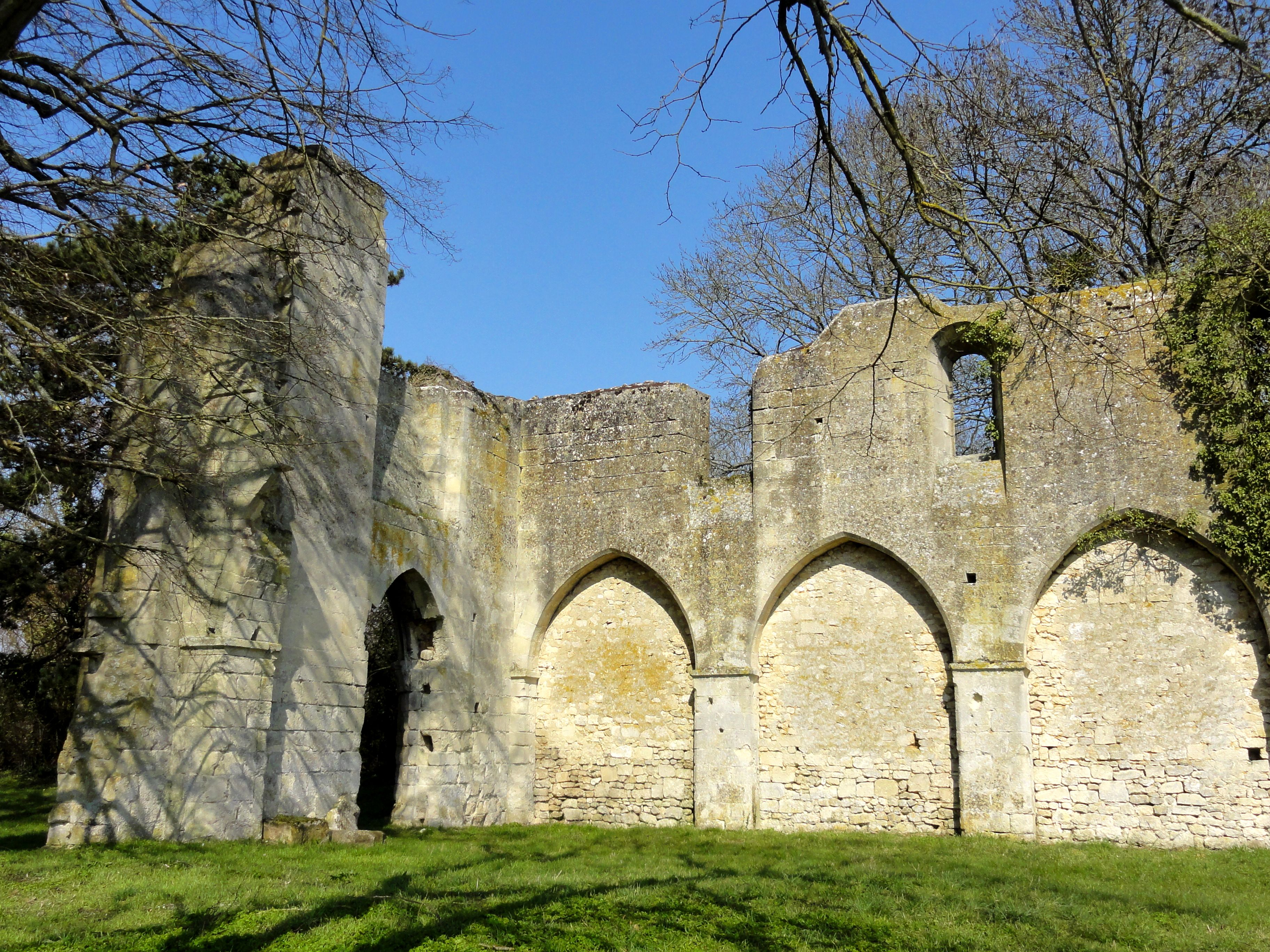
1re, 2e et 3e travée.
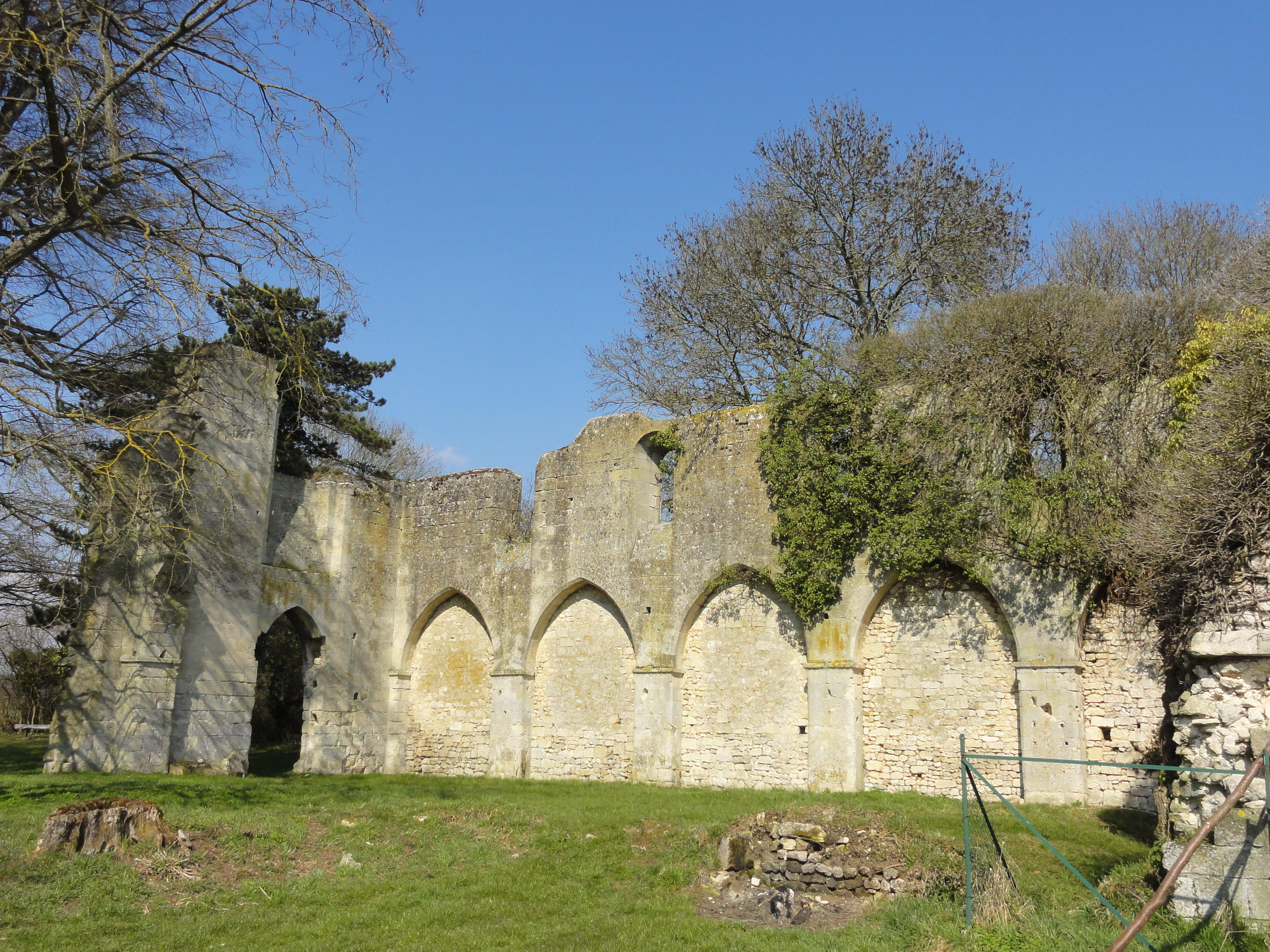
Vue d'ensemble de la nef.

### Transept

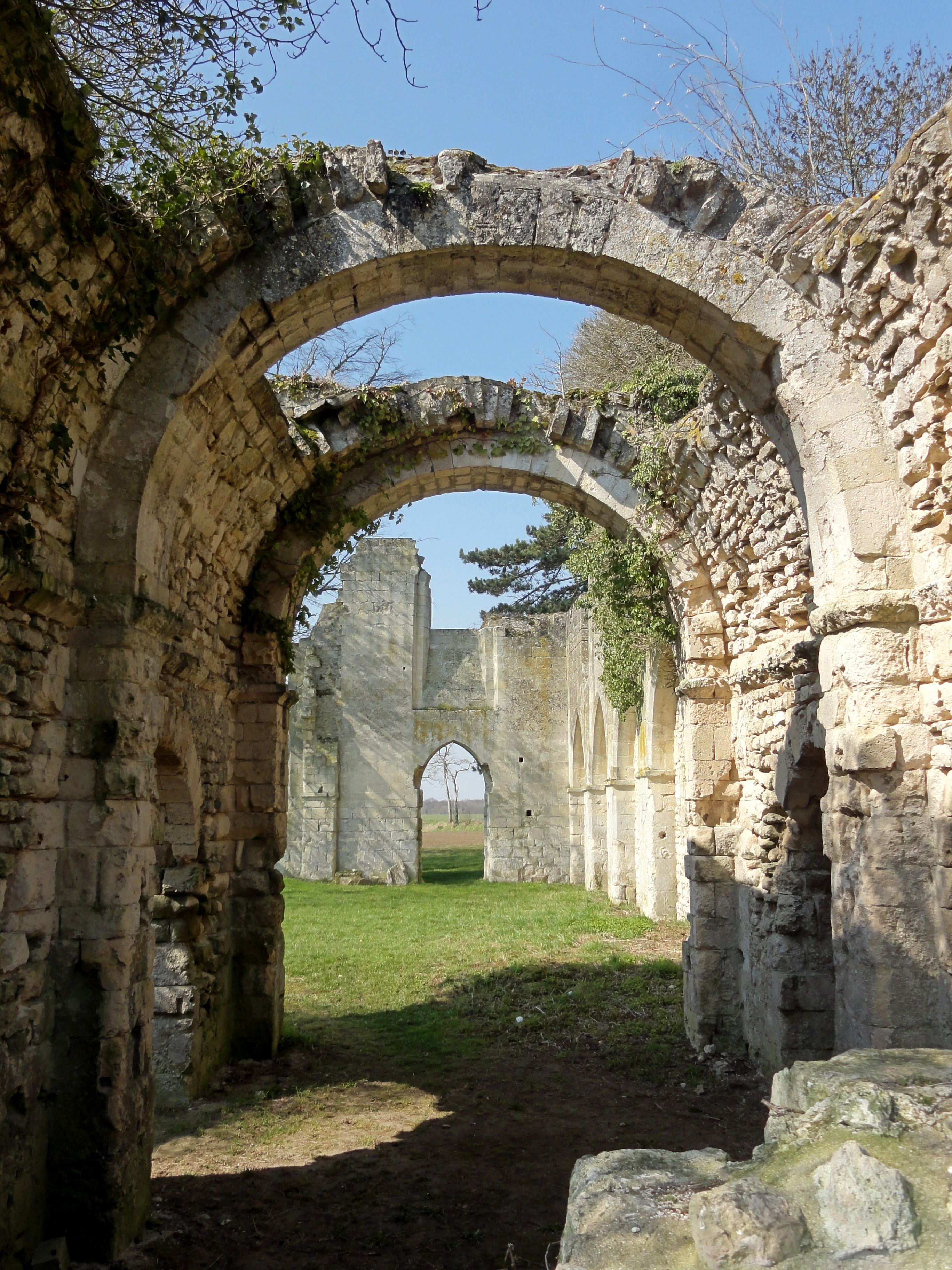
Vue dans la croisée depuis le chœur.

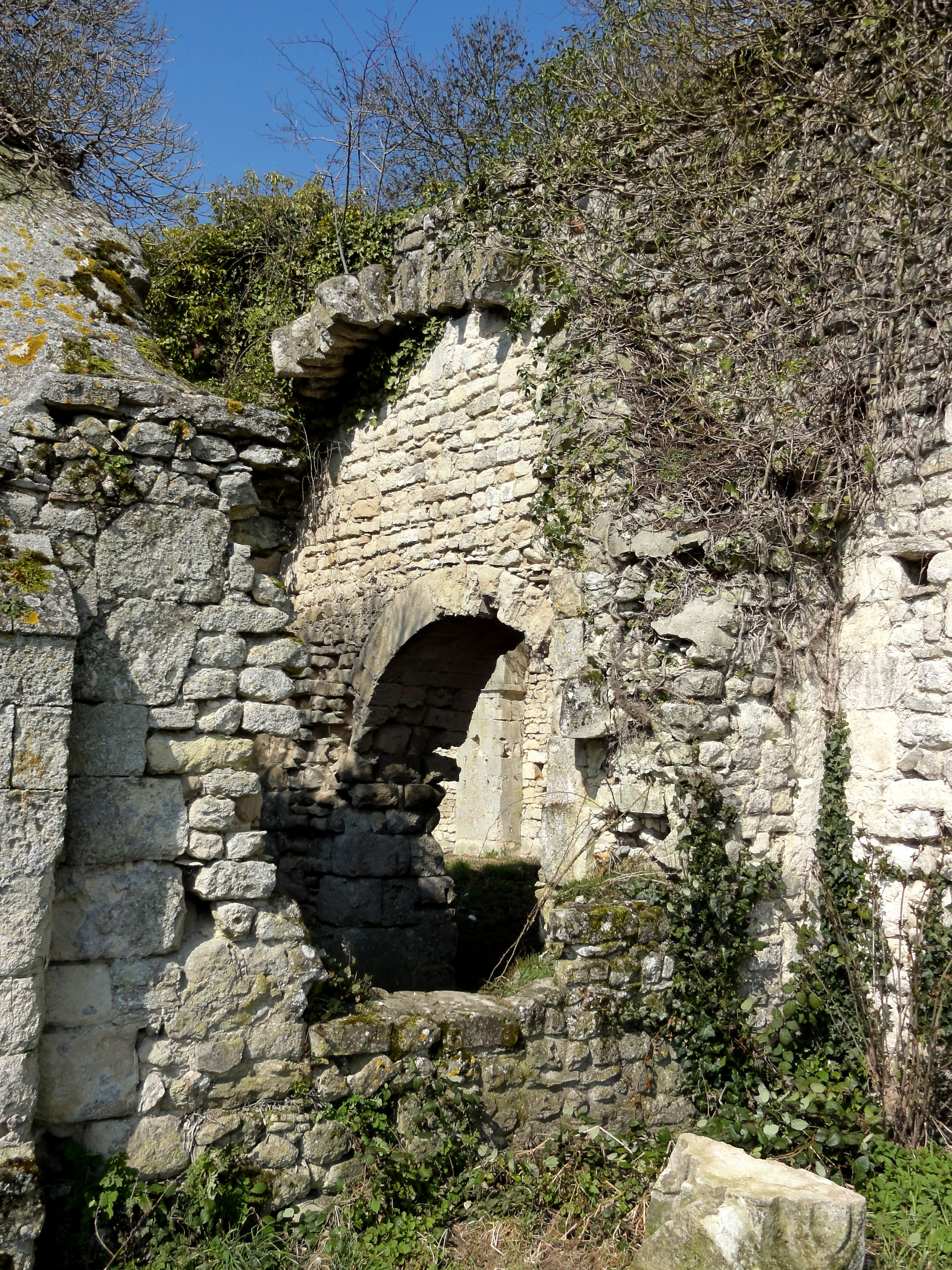
Croisillon sud, vue depuis le sud-est par le mur oriental.

L'ensemble transept et chœur est légèrement désaxé vers le sud par rapport à la nef, ce qui n'a rien d'inhabituel. Vu la différence assez frappante des dimensions, l'on peut supposer que la précédente nef, déjà aussi large que la nef actuelle, était déjà plus jeune que l'ensemble oriental. Par commodité, Marc Durand qualifie cet ensemble de roman, ce qui est en contradiction avec sa datation du XIe siècle, voire de la fin du Xe siècle : l'architecture romane et même préromane n'existent pas dans la région à la fin du Xe siècle ; il conviendrait plutôt de parler d'un transept et d'un chœur carolingiens remaniés à la période romane. Marc Durand évoque aussi le type ottoman ou carolingien du transept, appelé également transept-bas, qui se caractérise par des croisillons plus bas que la croisée du transept, ce qui permettait de ménager des fenêtres hautes dans la croisée (comme à Morienval, encore à la période romane), ou, en cas d'un voûtement en berceau, le contrebutement de la croisée par les voûtes des croisillons, qui sont établies perpendiculairement à l'axe central de l'édifice. Or, les voûtes n'existaient pas à l'origine, ce que Marc Durand démontre par deux photos sans autres explications. Le voûtement remonte peut-être à la seconde moitié du XIe siècle ; à ce propos, Marc Durand se lance en conjectures en avançant la date de fondation du prieuré Saint-Thibaut de Bazoches, 1066, et en supposant avec une certaine prudence que Champlieu faisait partie de la dotation initiale de ce prieuré. Or, l'auteur avait lui-même insisté sur le fait que la période de l'affiliation au prieuré Saint-Thibaut de Bazoches est impossible à déterminer,.
La croisée du transept est délimitée par deux arcs-doubleaux en plein cintre, à un seul rang de claveaux. Le doubleau côté ouest sert en même temps d'arc triomphal ; l'autre marque le début de l'abside. Ces doubleaux descendent jusqu'au sol sous la forme de pilastres. Il n'y a pas de chapiteaux, aucun décor sculpté, et, bien entendu, pas de moulurations, qui étaient inconnues à l'époque. À la retombée des arcs-doubleaux, les pilastres comportent juste des impostes chanfreinées avec des motifs géométriques simples gravés dans la pierre, comme dans l'église Saint-Gervais-Saint-Protais de Rhuis. Ce décor gravé est si fortement érodé qu'il est voué à la disparition à court terme. Le long des murs, la voûte retombe sur des corniches formées par des pierres d'appareil aux arêtes abattues. Cette corniche est parfois qualifiée de moulure par Marc Durand, ce qui est un terme complètement hors de propos. Les voûtes n'existent plus que dans leur partie inférieure, et sont constituées de moellons assez réguliers mais non parementés, dressés en rangs réguliers. Les murs latéraux sont en petit appareil. La croisée de transept était sans éclairage direct par des fenêtres. Les arcades vers les croisillons sont en plein cintre et à un seul rang de claveaux. Elles n'ont même pas d'impostes. Contrairement aux doubleaux, elles datent d'origine, et il faut dire que cette architecture purement fonctionnelle ne fournit aucun indice relatif à une datation que ce soit à une cinquantaine d'années près ; il n'y a que la juxtaposition avec les autres constats archéologiques faits sur les éléments en sous-sol qui pourrait permettre une approximation.
Les deux croisillons se présentent comme des espaces cloisonnés, car plus larges et plus hauts que les arcades vers la croisée. Ils sont éclairés par une étroite baie en plein cintre au milieu du mur-pignon, qui à l'extérieur possède un linteau monolithique. La baie du sud a été remplacée par une plus grande, dès la période romane ; ici, le glacis est à gradins. D'étroits passages en plein cintre existent vers les bas-côtés de la nef ; strictement aucune continuité visuelle n'est donc assurée entre les bas-côtés et le chœur. Dans le croisillon nord, ce passage est dans l'angle ; dans le croisillon sud, il est presque au milieu du mur occidental. Des grandes fenêtres ont été percées dans les murs orientaux à la période gothique. Sans les décrire, Marc Durand évoque des moulurations qui vont dans ce sens. Les croisillons étaient voûtés de la même façon que la croisée du transept, et possèdent un doubleau intermédiaire en dépit de leurs faibles dimensions. Restent à mentionner des contreforts d'angle plats en pierres d'appareil, ne montant qu'à mi-hauteur des murs et se terminant par de courts glacis.

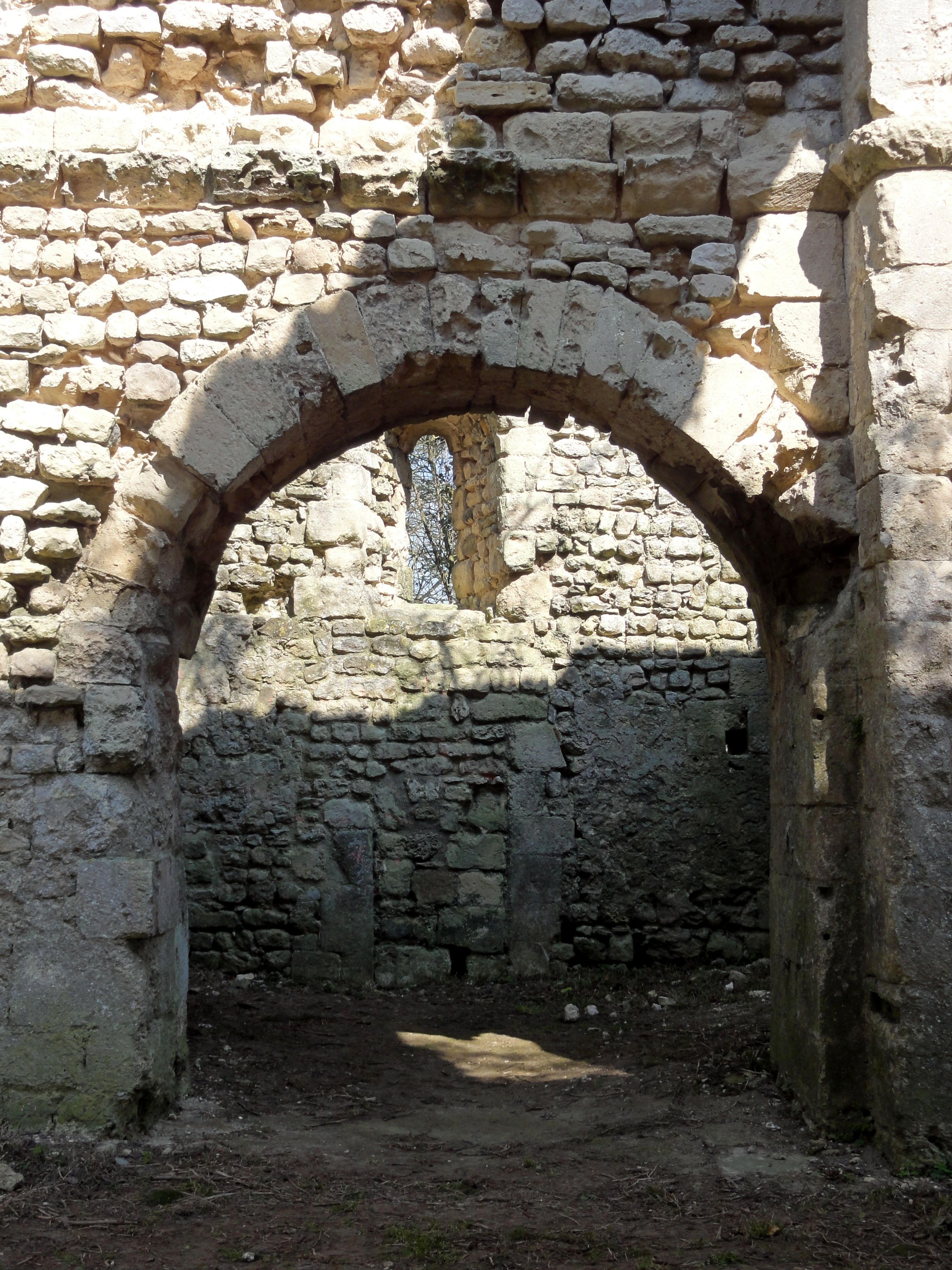
Vue dans le croisillon nord depuis la croisée.
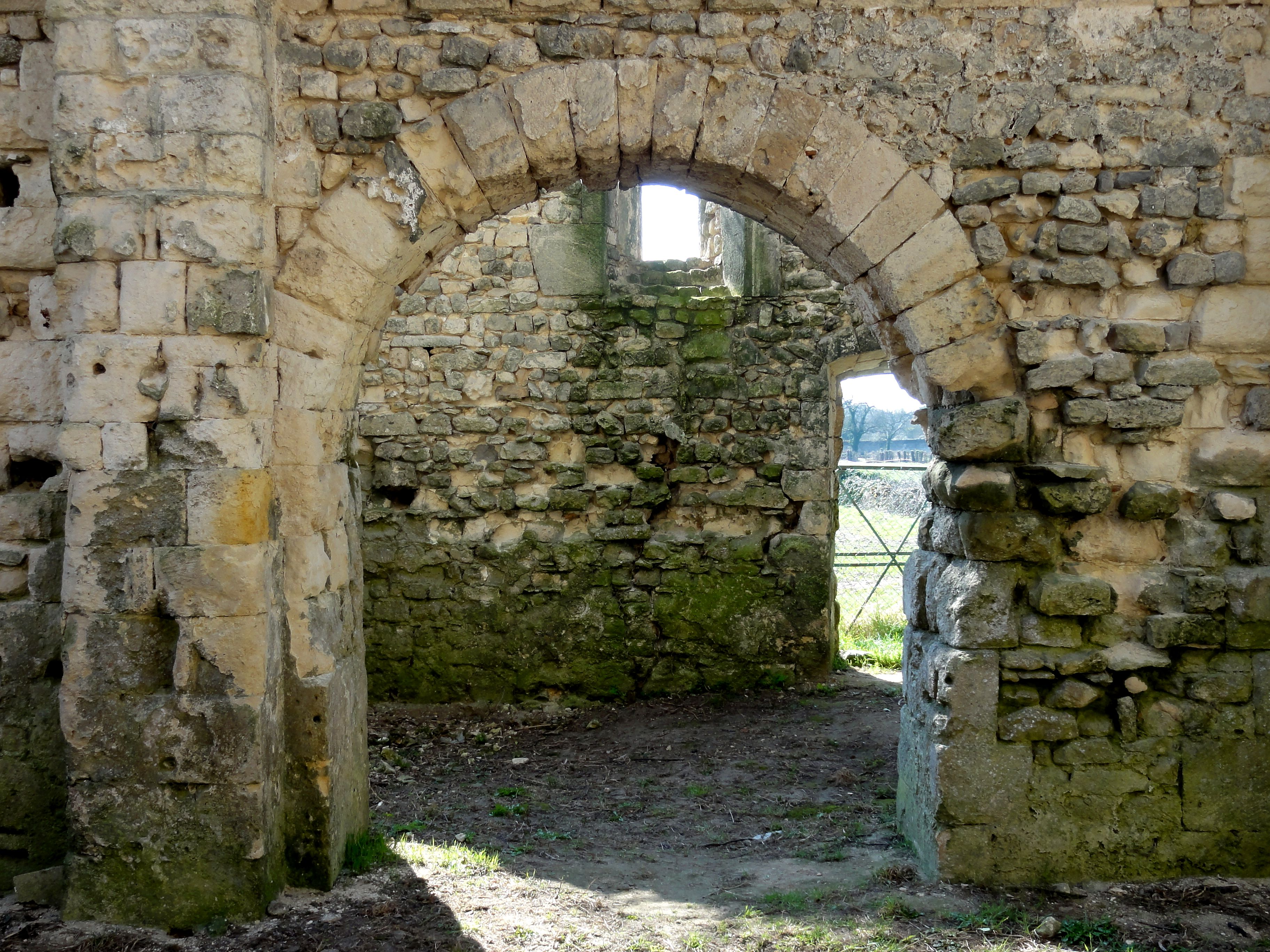
Vue dans le croisillon sud depuis la croisée.
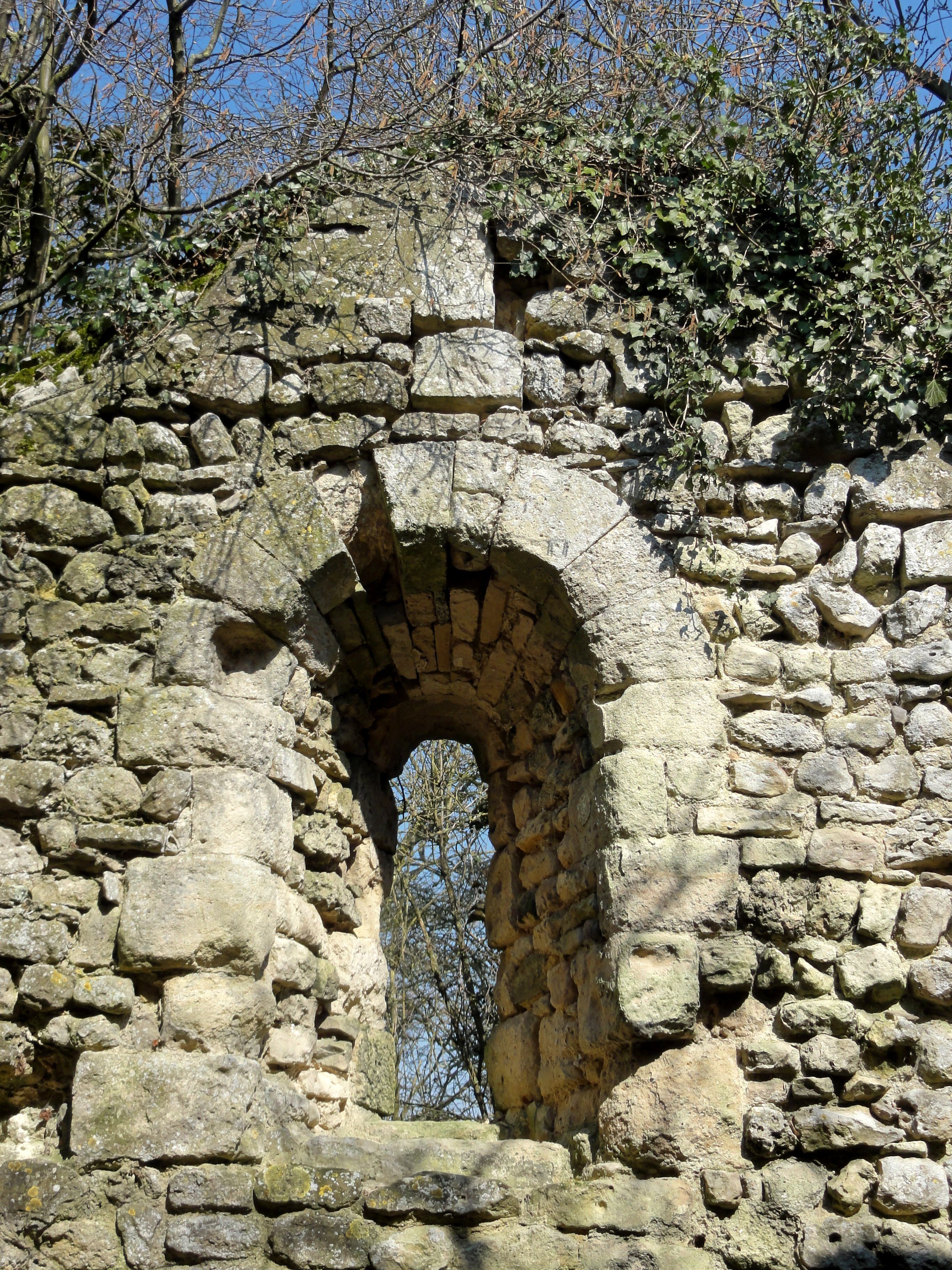
Ébrasement de la baie nord du croisillon nord.
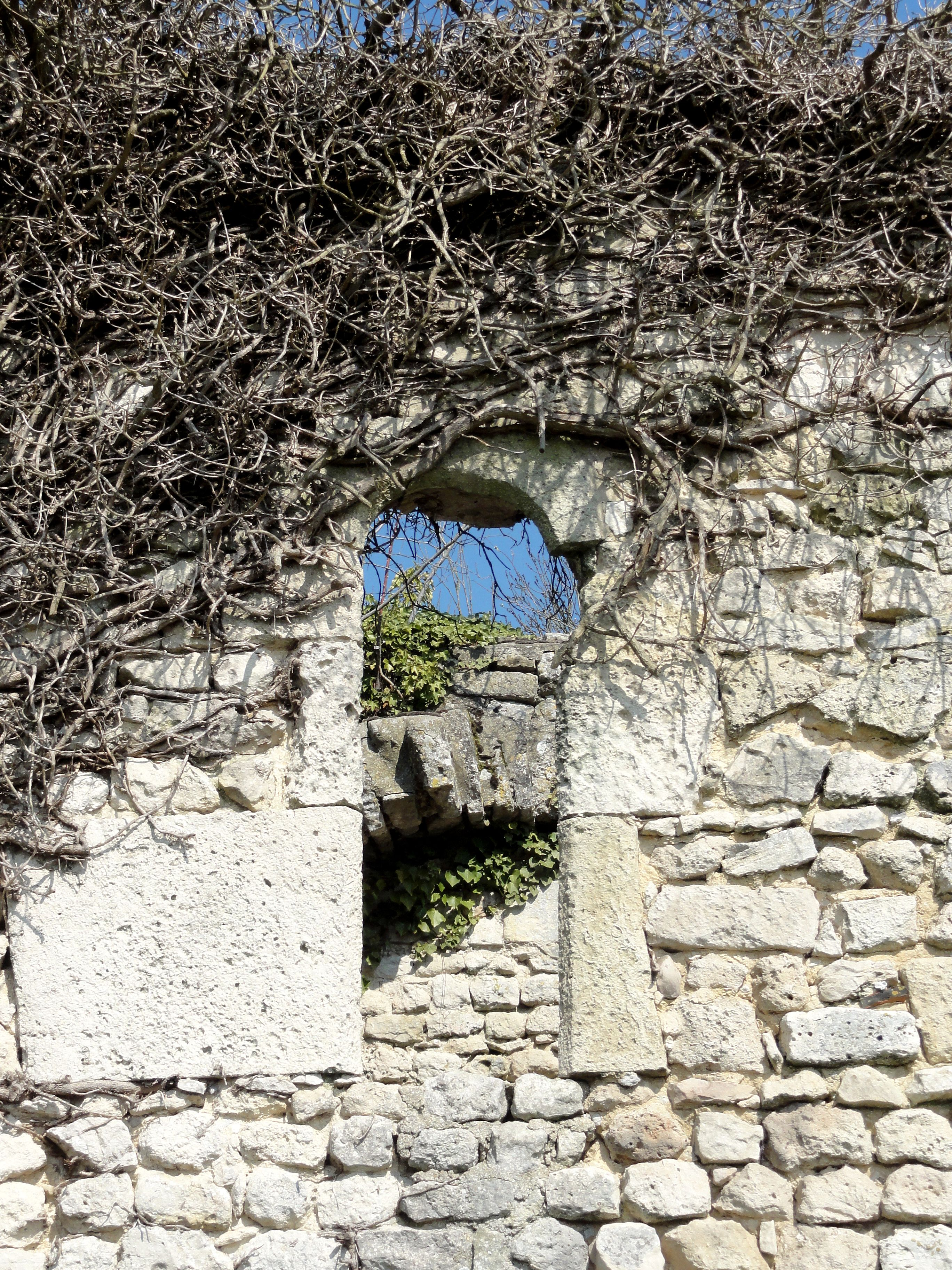
Baie repercée du croisillon sud (extérieur).
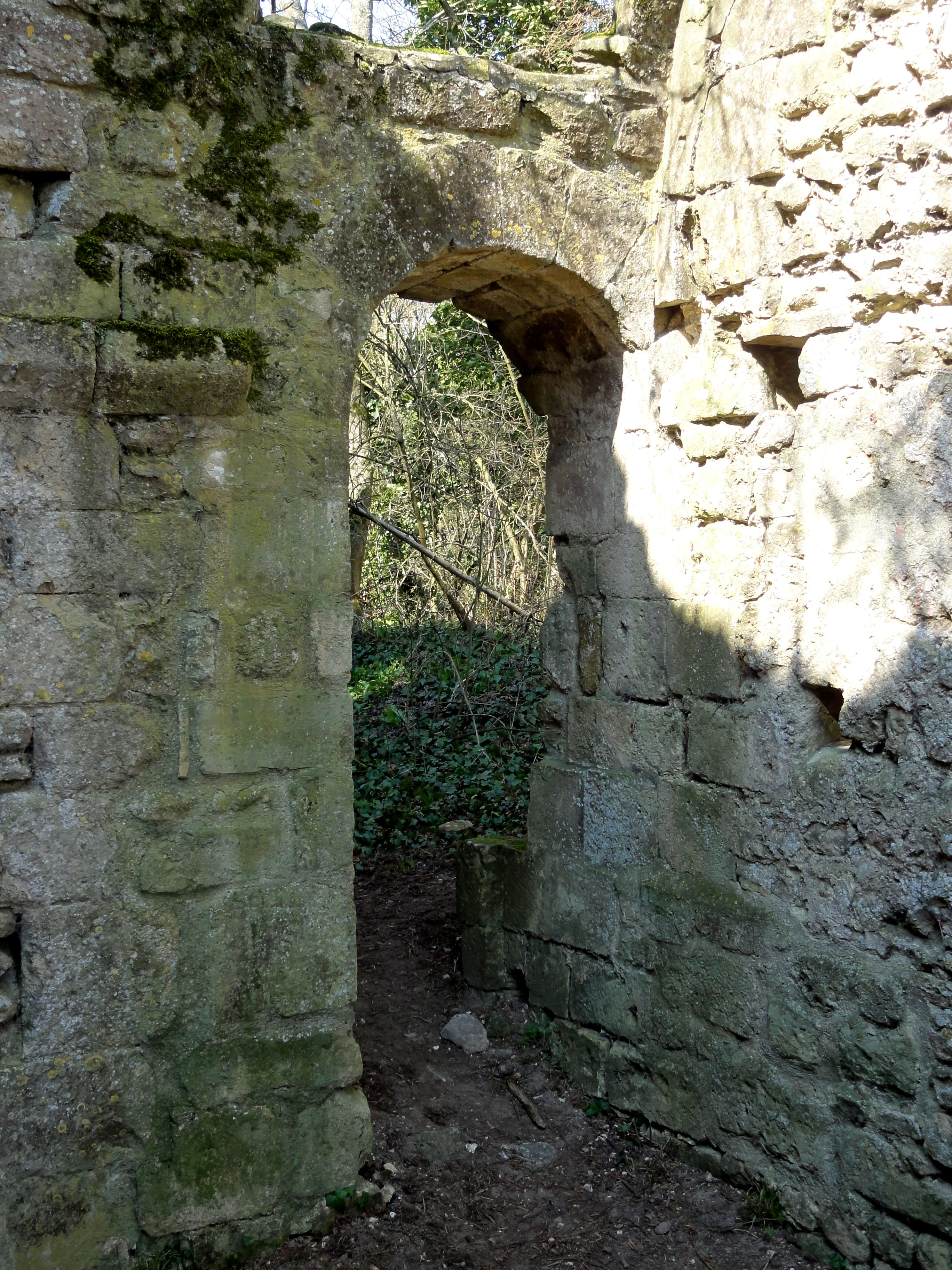
Passage vers le bas-côté nord.
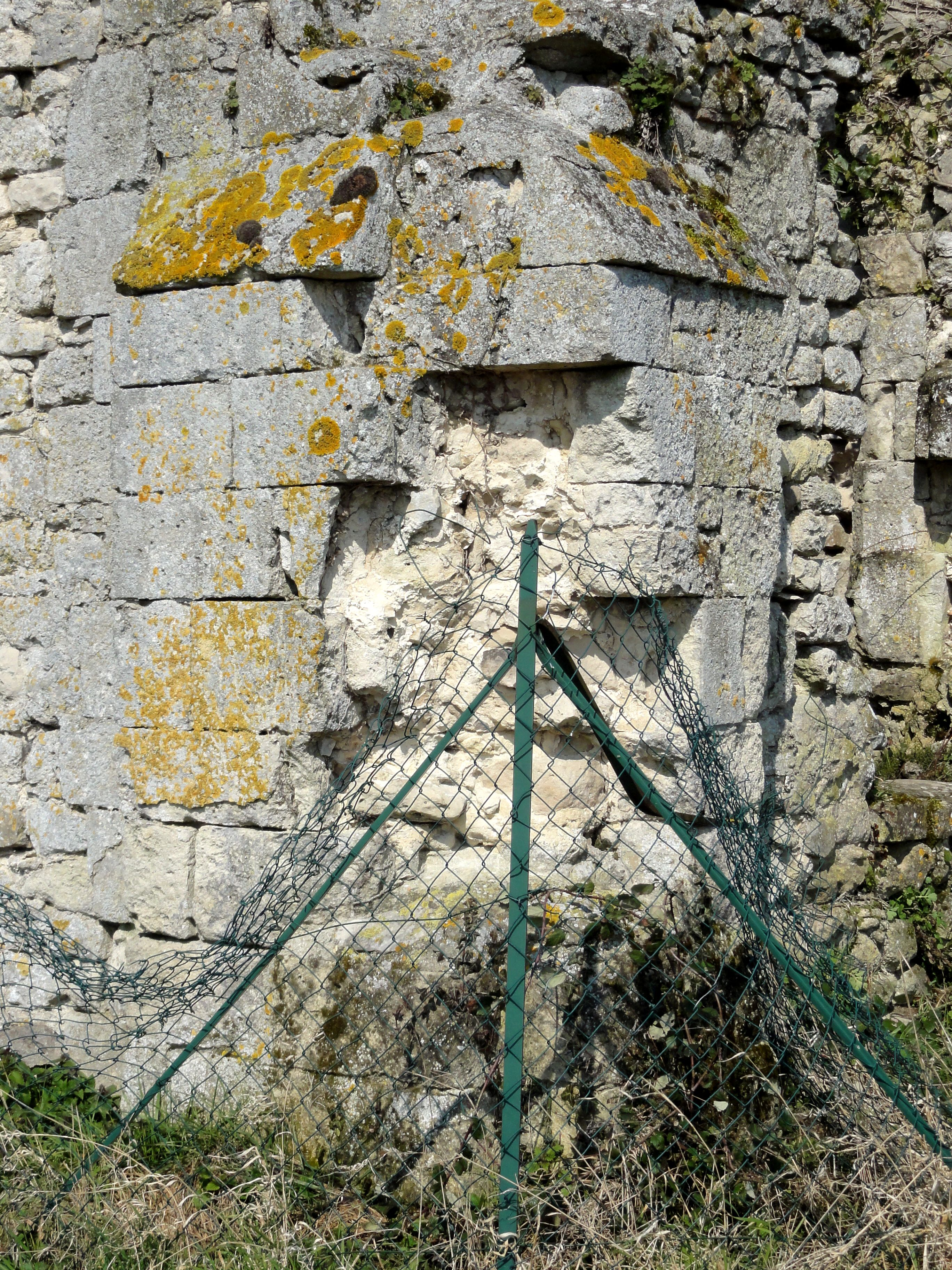
Contrefort à l'angle sud-est du transept.

### Chœur

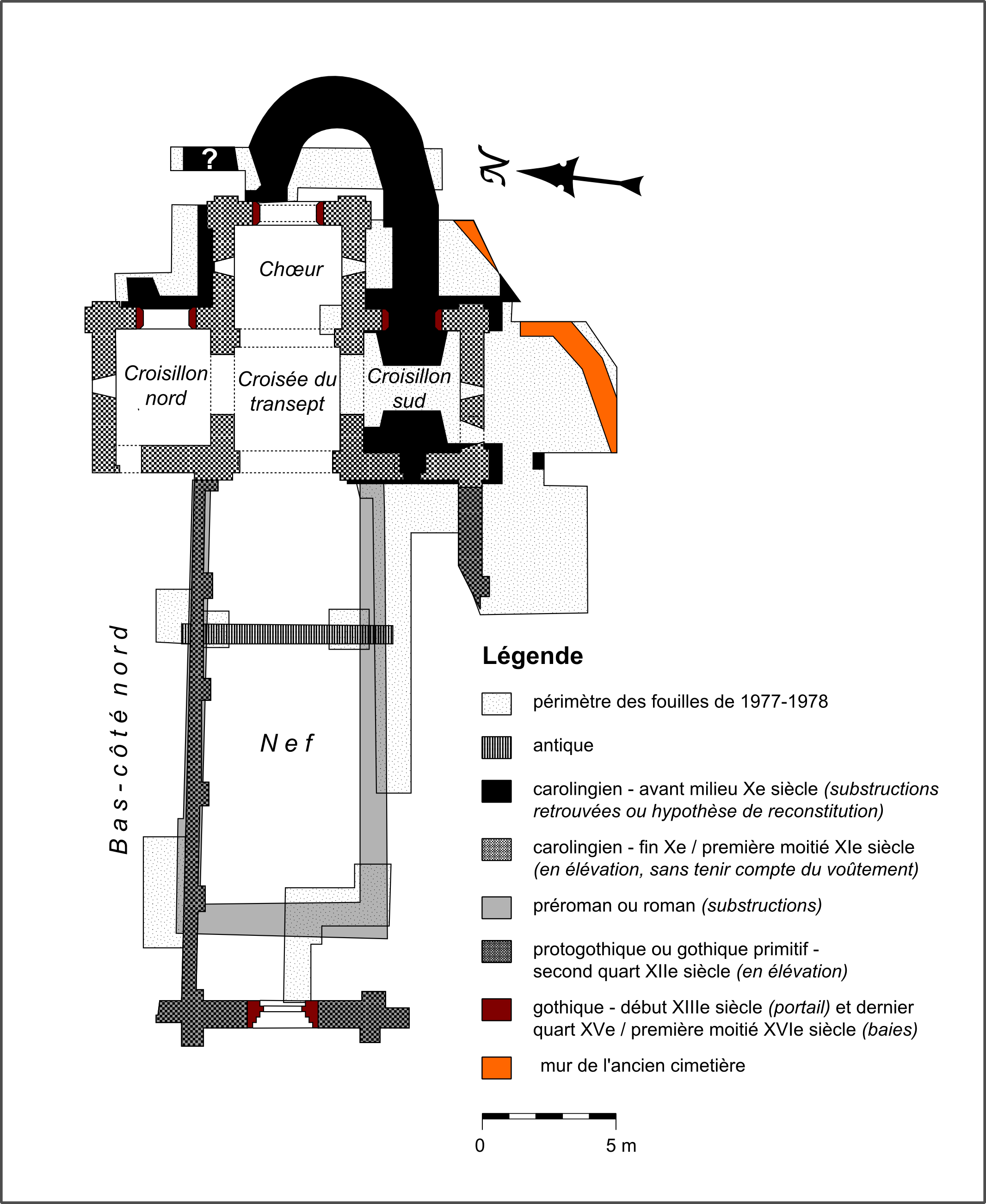
Plan de l'église ruinée avec les substructions des édifices précédents retrouvées lors des fouilles de 1977/78.

Le chœur reprend les caractéristiques de la croisée du transept : même largeur, même hauteur, même voûtement, même absence de sculpture monumentale, mêmes contreforts d'angle. Les murs nord et sud ne sont pas percées d'arcades mais de fenêtres, étroites et fortement ébrasées. Ces baies ressemblent à celle du croisillon nord. Robert Mermet a formulé l'hypothèse que ces fenêtres auraient été récupérées des thermes dès le IXe siècle, en se basant uniquement sur leurs mensurations. En dessous de chaque baie, une piscine liturgique était ménagée dans l'épaisseur des murs, mais ces piscines ont été détruites par des vandales. Le chevet comporte les vestiges d'une vaste baie probablement gothique flamboyante. Le piédroit côté sud est assez bien conservé, ainsi que l'amorce du glacis au seuil de la fenêtre. Au sommet de la baie, subsistent les deux derniers éléments du remplage conservés en élévation. Ils évoquent le sommet d'un soufflet. Marc Durand pense au sommet d'une « arcade ogivale », mais dans une baie aussi large que celle-ci qui devait comporter au moins trois lancettes, celles-ci étaient toujours surmontées de soufflets et mouchettes. Le piédroit côté nord est fortement érodé et le seuil du fenêtre manque, tout comme une partie du soubassement. Pendant de longues années, le chœur a été envahi par la lierre, et ses racines n'ont pas dû manquer de désolidariser l'appareil. Comme mesure conservatoire, l'on s'est contenté de couper les branches à leur base, car un arrachage risquerait de provoquer un effondrement total.
Au début du XIXe siècle, quand le culte était rétabli après les troubles révolutionnaires, et quand des messes ont de nouveau été célébrées dans l'église pendant quelques années, le chœur de l'église Notre-Dame-de-la-Nativité de Champlieu devait être le plus ancien de toutes les églises du département, où seulement des nefs subsistent de la période préromane ou carolingienne d'avant le milieu du XIe siècle. L'édifice religieux le plus complet de cette époque est l'église Notre-Dame-de-la-Basse-Œuvre de Beauvais, en aucun point comparable avec Champlieu car il s'agit de la précédente cathédrale de la ville de Beauvais. Un rapprochement avec d'autres chœurs romans est donc vain, contrairement à ce que suggère l'emploi systématique du terme « roman » par Marc Durand. Les parties orientales de l'église de Champlieu sont de la même époque que l'ancienne nef de l'abbatiale de Morienval, remplacée dès le dernier quart du XIe siècle par la nef actuelle. Mais rien n'est connu sur le chœur de Morienval avant le milieu du XIe siècle, pouvant être considéré comme le début de la période romane sur le territoire de l'actuel département de l'Oise.
Il est d'autant plus intéressant d'avoir retrouvé les fondations de l'ancien chœur de Champlieu, qui permettent de se faire une image de cette importante église de pèlerinage au Xe siècle et avant. Ce chœur se situait déjà au même emplacement, avec un léger décalage vers le sud. L'avantage est qu'il n'est donc pas caché sous les fondations du chœur actuel, ce qui soulève la question pourquoi ses fondations n'ont pas été réutilisées, comme ce fut le cas lors de la construction de la nef. La largeur de l'ancien chœur devait être comparable, soit 4,00 m ou un peu plus, mais il comportait en plus une abside en hémicycle qui le prolongeait vers l'est. Il était également accompagné d'un transept, dont le croisillons étaient pourvus d'absidioles situées à une certaine distance des murs latéraux de la travée droite du chœur. Les anciens croisillons étaient un peu plus profonds que l'on voit actuellement, et dans son ensemble, la précédente église de Champlieu était donc plus considérable. Ce constat est intéressant, car plus couramment, les églises successives retrouvées lors de fouilles sont plus petites que les édifices qui les remplaçaient. En plus, l'existence d'une église à Champlieu en plein Xe siècle, voire à l'époque de Charlemagne, permet de supposer que la ville antique dont subsistent les ruines du temple, du théâtre et des termes n'avait pas cessé d'exister. Malheureusement les résultats des fouilles de Marc Durand n'apportent que cet élément à la connaissance de l'église et du prieuré de Champlieu, et l'auteur est le premier à déplorer la maigre récolte. Certes des sépultures ont été mises au jour dans le croisillon sud, mais elles ne renseignent pas sur l'église et le prieuré, et ne sont datables qu'à quelques siècles près. Ce sont tous des sépultures de paroissiens, et le mobilier des fouilles ne comporte aucun objet liturgique, aucun souvenir du pèlerinage de la Nativité de Notre-Dame.

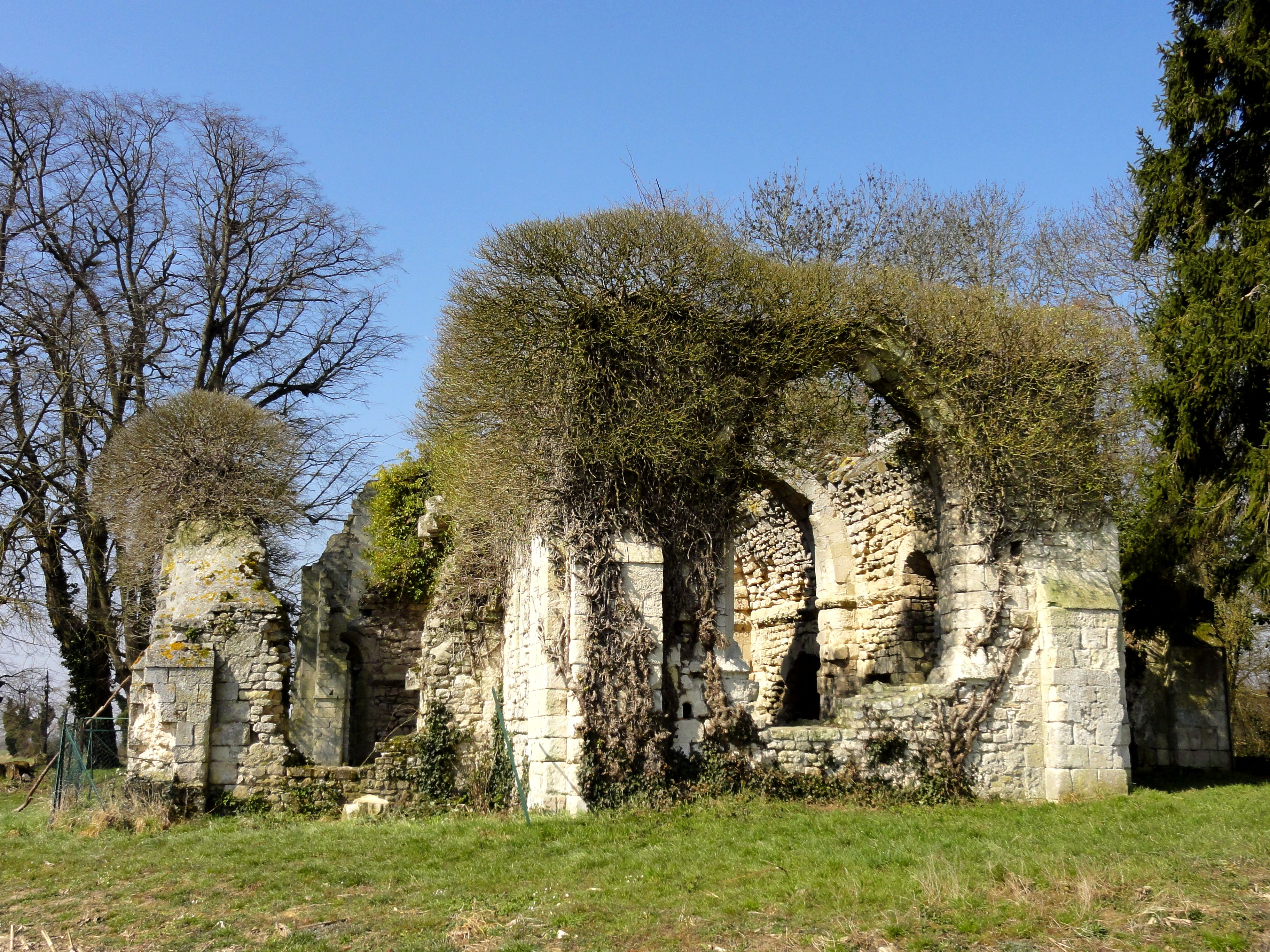
Vue de l'église depuis l'est.
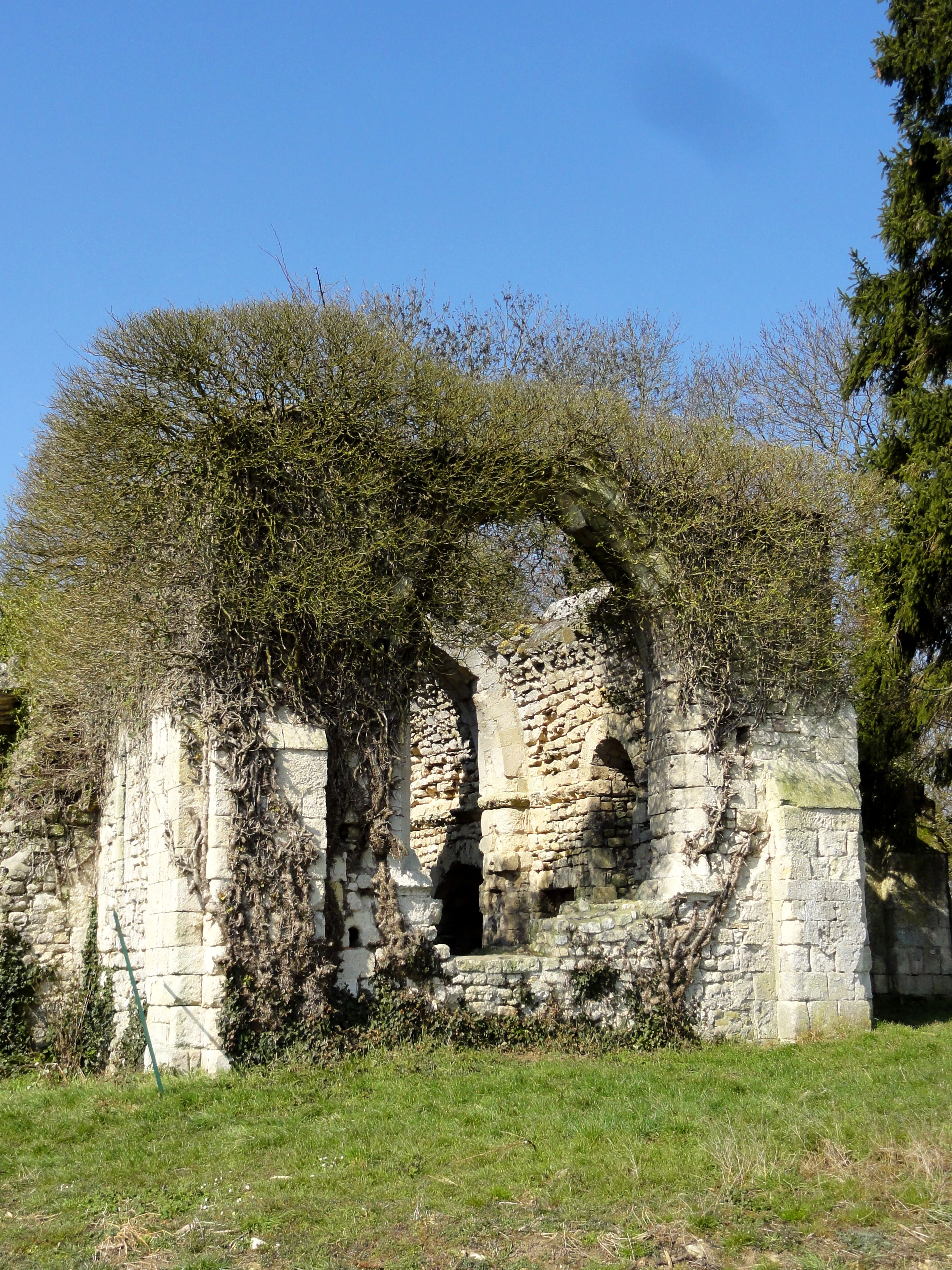
Vue d'ensemble du chœur.
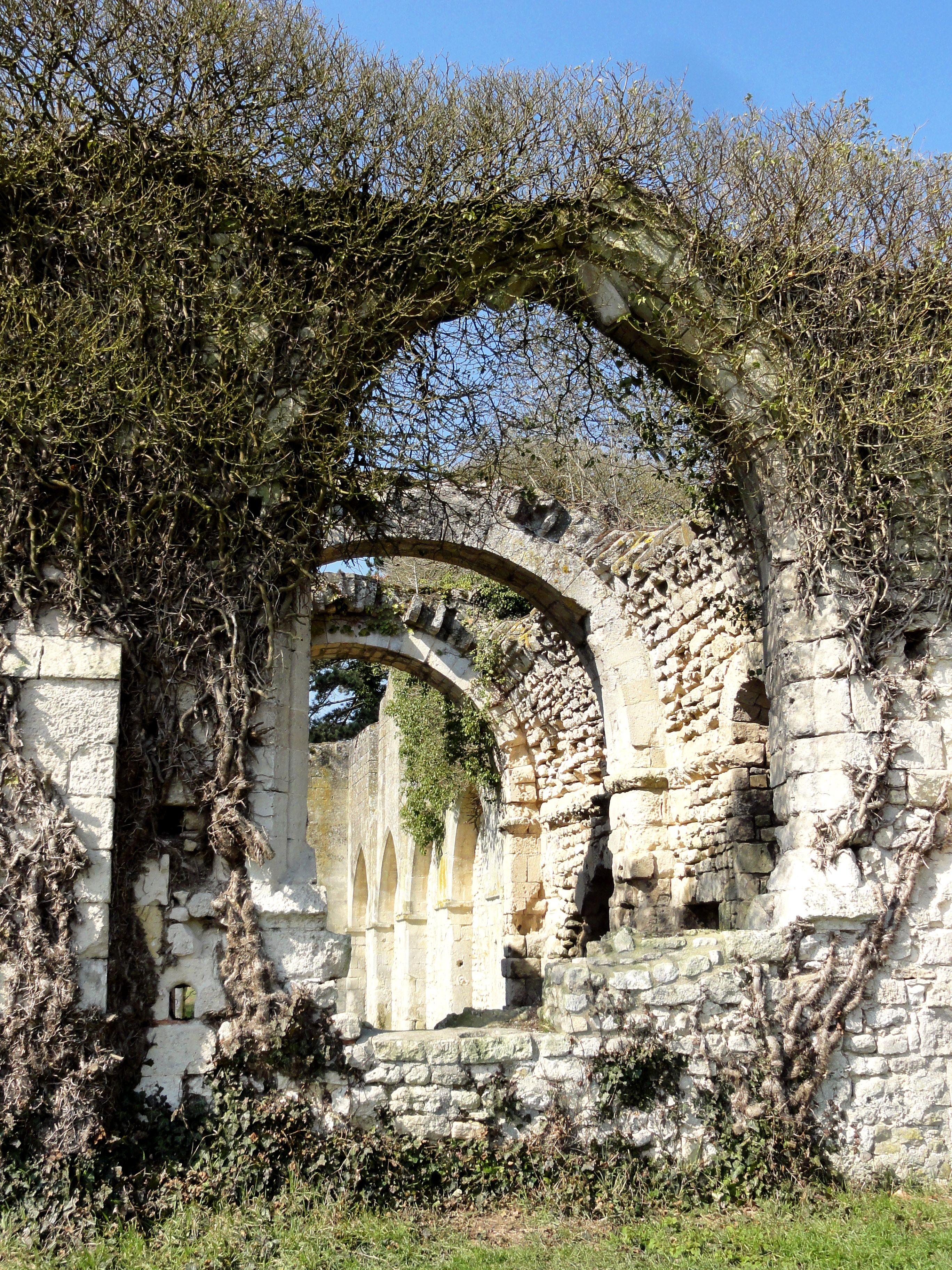
Vue rapprochée du chevet.
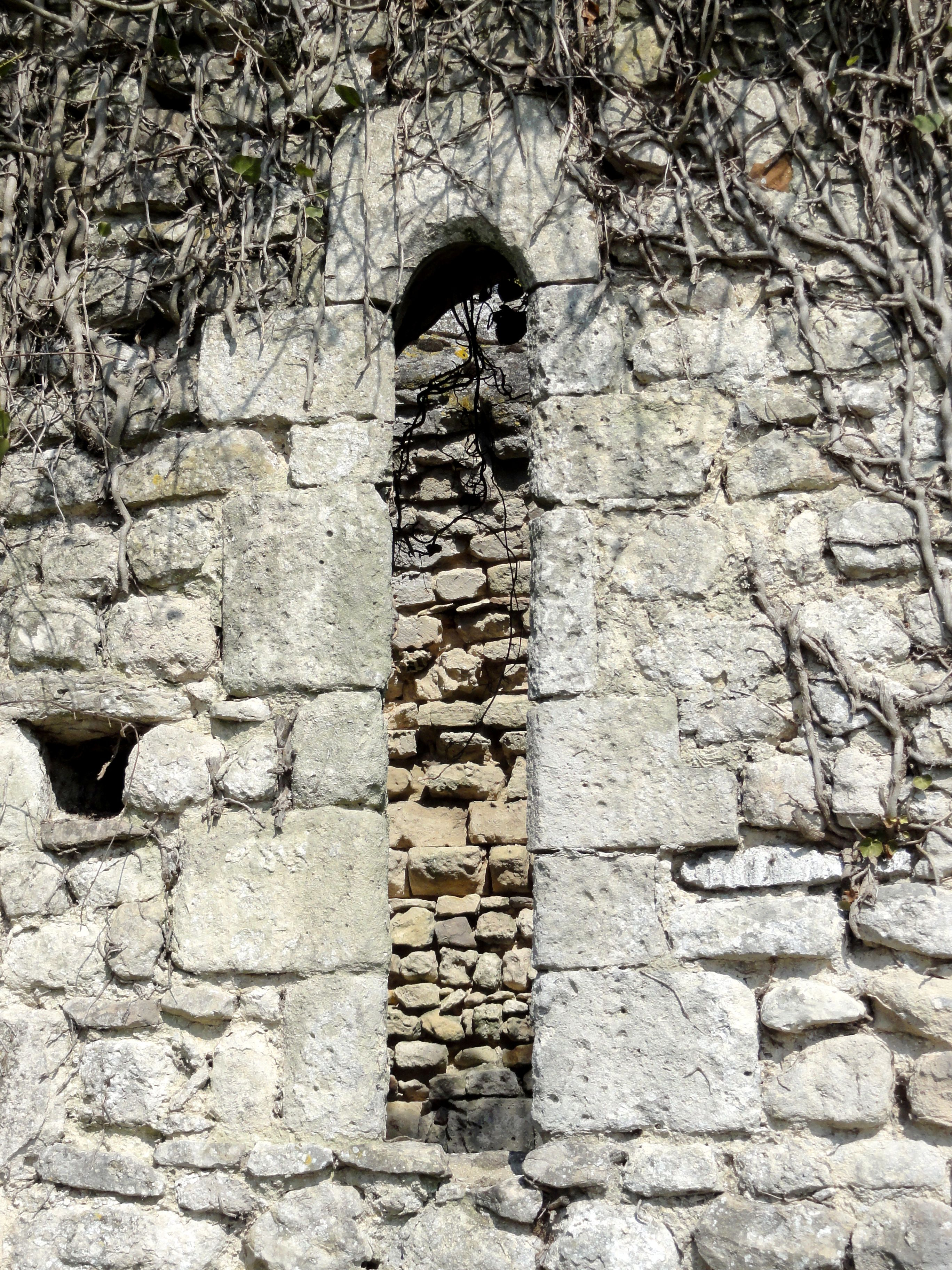
Baie sud du chœur.
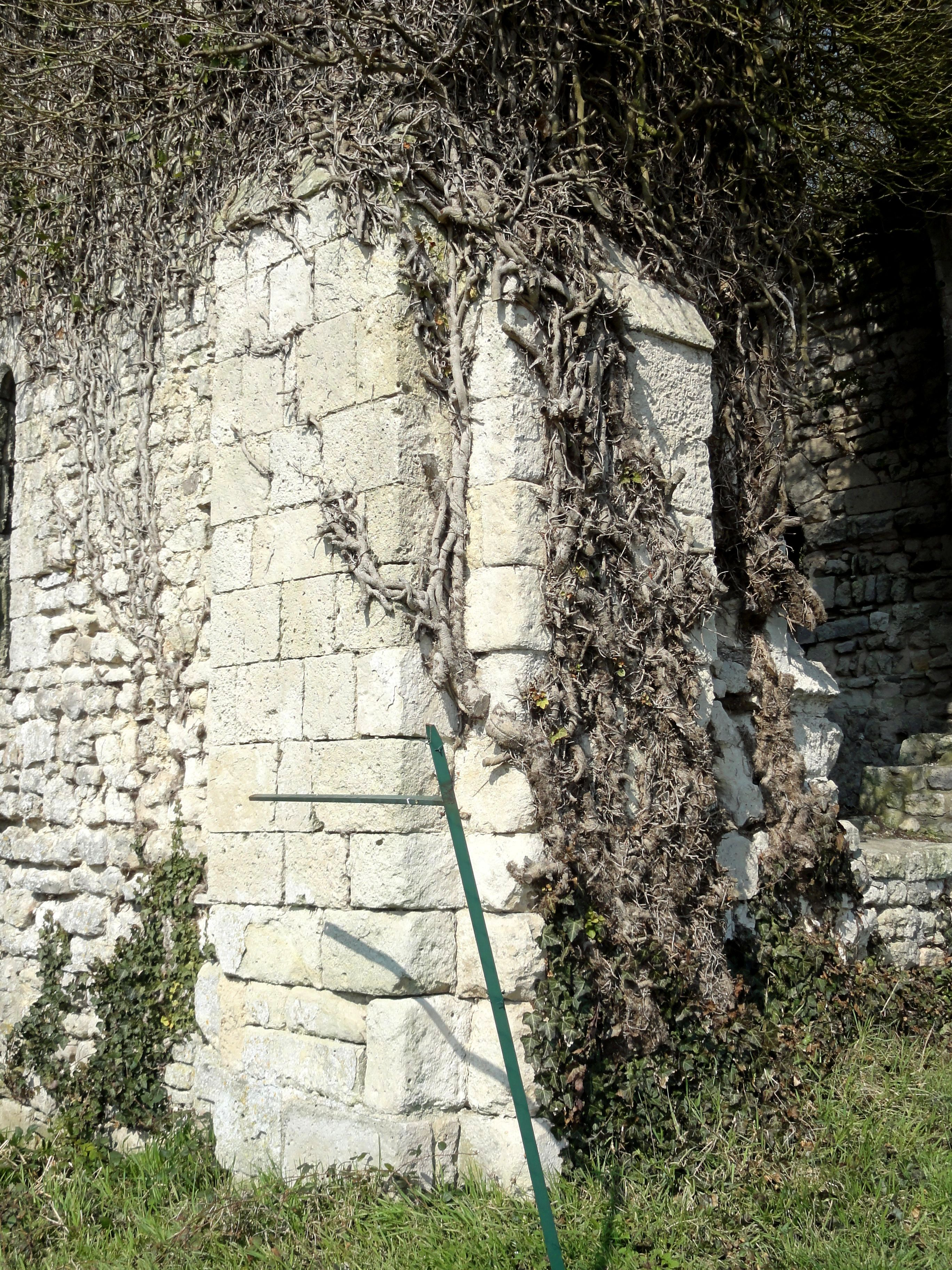
Contrefort d'angle sud-est.